# Именные поезда Московского метрополитена
Именные поезда Московского метрополитена — составы, имеющие собственные имена, присвоенные в честь каких-либо событий, юбилеев, или в рамках тематических акций.
Такие составы имеют различные отличительные особенности, их спектр может быть широким: от простых табличек и надписей с названием поезда на головных вагонах, до полностью оригинального оформления всех вагонов или даже конструктивных отличий вагонов состава от обычных вагонов того же типа (в частности поезд «Акварель», вагоны 81-740.1/741.1 «Русич»). Вагоны в именных поездах принято оформлять не только изнутри (как минимум), но и снаружи, при этом в салонах таких вагонов метрополитен не размещает рекламу, вместо неё расклеены стикеры с тематической информацией. При необычном оформлении составов могут возникать сложности с их эксплуатацией: при технических неполадках одного вагона он не может быть заменён на резервный, и весь состав вынужден простаивать. К настоящему времени после массового появления рекламно-тематических составов статус именного поезда фактически был утрачен.

## Действующие

### «Красная стрела»
Самый старый из действующих именных поездов в Московском метро. Поезд был запущен по заказу ОАО «РЖД» на Сокольнической линии 9 октября 2006 года в честь 75-й годовщины первого фирменного поезда Москва — Ленинград «Красная стрела». Внешний вид состава разработан в специальном конструкторском бюро (СКБ) АО «Метровагонмаш». Снаружи поезд окрашен в красный цвет вместо обычного синего, горизонтальная полоса жёлтая вместо белой, крыши вагонов серебристые, на дверях вместо обычного рисунка стилизованное число 75. Внутри — жёлтые поручни, красные сиденья, на стенах расклеены материалы об истории поезда «Красная стрела».
5 августа 2016 года, впервые за 10 лет, постоянная экспозиция поезда была обновлена. Перезапуск состава приурочен к 85-летию одноимённого фирменного поезда, а также ко Дню железнодорожника. Внешний вид вагонов претерпел некоторые изменения: основная гамма раскраски, включая надписи с названием поезда, сохранилась, однако жёлтый рейлинг вдоль кузова, а также стилизованные числа 75 в процессе обновления были закрашены. Во внутреннем оформлении вагонов использованы исторические документы и уникальные фотографии из архивов ОАО «РЖД». В качестве подвижного состава используются вагоны 81-717.5М/714.5М.
- 29 марта 2010 года состав пострадал в теракте на станции Лубянка. Сильно повреждены второй по ходу следования вагон (№ 1703) и находящийся рядом головной (№ 2764)[1]. Пострадавшие в результате взрывов вагоны были отремонтированы, один из них был заменён на новый[2]. После завершения следственных действий и ремонта поезд вновь вышел на линию 15 мая 2010 года[3][4], в день 75-летнего юбилея Московского метро.
- 5 апреля 2016 года в Екатеринбургском метрополитене был запущен именной поезд «25 лет Екатеринбургскому метрополитену», внешнее оформление которого сходно с оформлением московского состава: отличия только в именной надписи и числе на дверях вагона[5].

| - Поезд в старом оформлении на станции «Бульвар Рокоссовского» (слева) и салон поезда со старой экспозицией (справа) - «Красная стрела» в старом оформлении на станции «Саларьево» |

### Ретропоезд «Сокольники»
Построен в 2010 году к 75-летию Московского метрополитена и стилизован под первый поезд Московского метрополитена, который состоял из вагонов типа А. Создан по специальному заказу на предприятии-производителе (Метровагонмаше), изготовлен на основе модели 81-717.5М/714.5М, однако получил своё цифровое обозначение — 81-717.5А/714.5А. Запущен на Сокольнической линии 15 мая 2010 года, в день 75-летнего юбилея московского метро.
Руководством метрополитена и некоторыми СМИ данный поезд был представлен как «точная копия поезда 30-х годов», что действительности не соответствует.
Снаружи поезд отличается от базовой модели следующими деталями: кузов окрашен в цвета, характерные для метро 1930-х годов, использована стилизованная под вагоны типа А лобовая часть головных вагонов с двумя хромированными фарами (но без торцевой двери, в отличие от оригинала). Вместо бортовых номеров вагонов — герб СССР. Внутренняя отделка вагонов выполнена из трудногорючего пластика, имитирующего линкруст — материал, применявшийся в салонах вагонов старых серий; салон оборудован мягкими диванами с боковинами сидений, также смонтированы светильники-бра, характерные для первых поездов метро. Внизу дверей — резиновый уплотнитель в виде «сапога Кагановича». Изначально в вагонах были установлены деревянные рамы окон, впоследствии заменённые на стандартные алюминиевые, оклеенные плёнкой под дерево. Все остальные алюминиевые детали салона (окантовка дверей, рейки между листами пластика) заменены на пластик «под дерево». В остальном состав аналогичен вагонам 81-717.5М/714.5М последних серий и предназначен для регулярной пассажирской эксплуатации.
- Единственный состав в Московском метрополитене, который был преднамеренно не оснащён Wi-Fi-доступом от «МаксимаТелеком».

- Видео о поезде

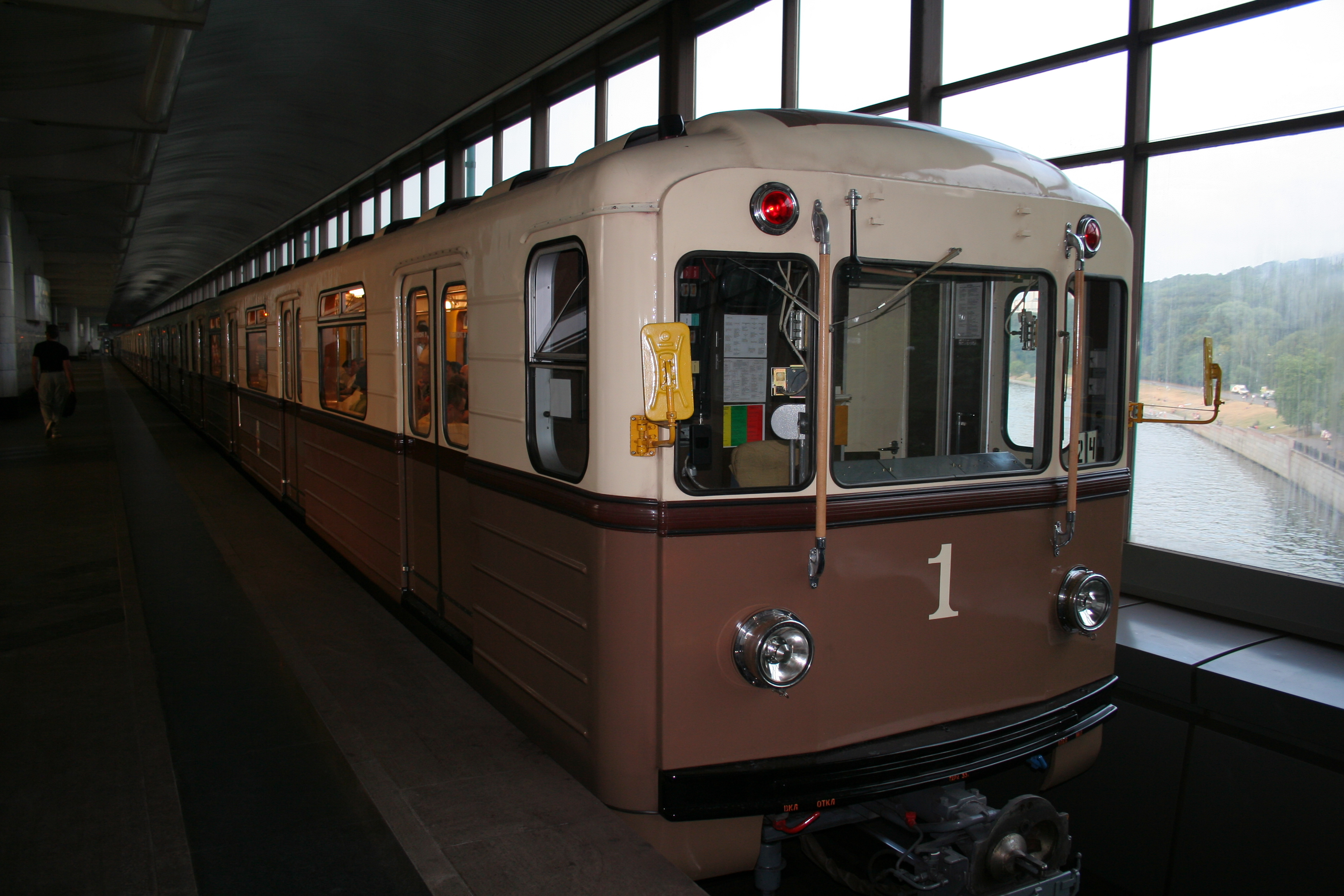
Ретро-поезд на станции «Воробьёвы горы»
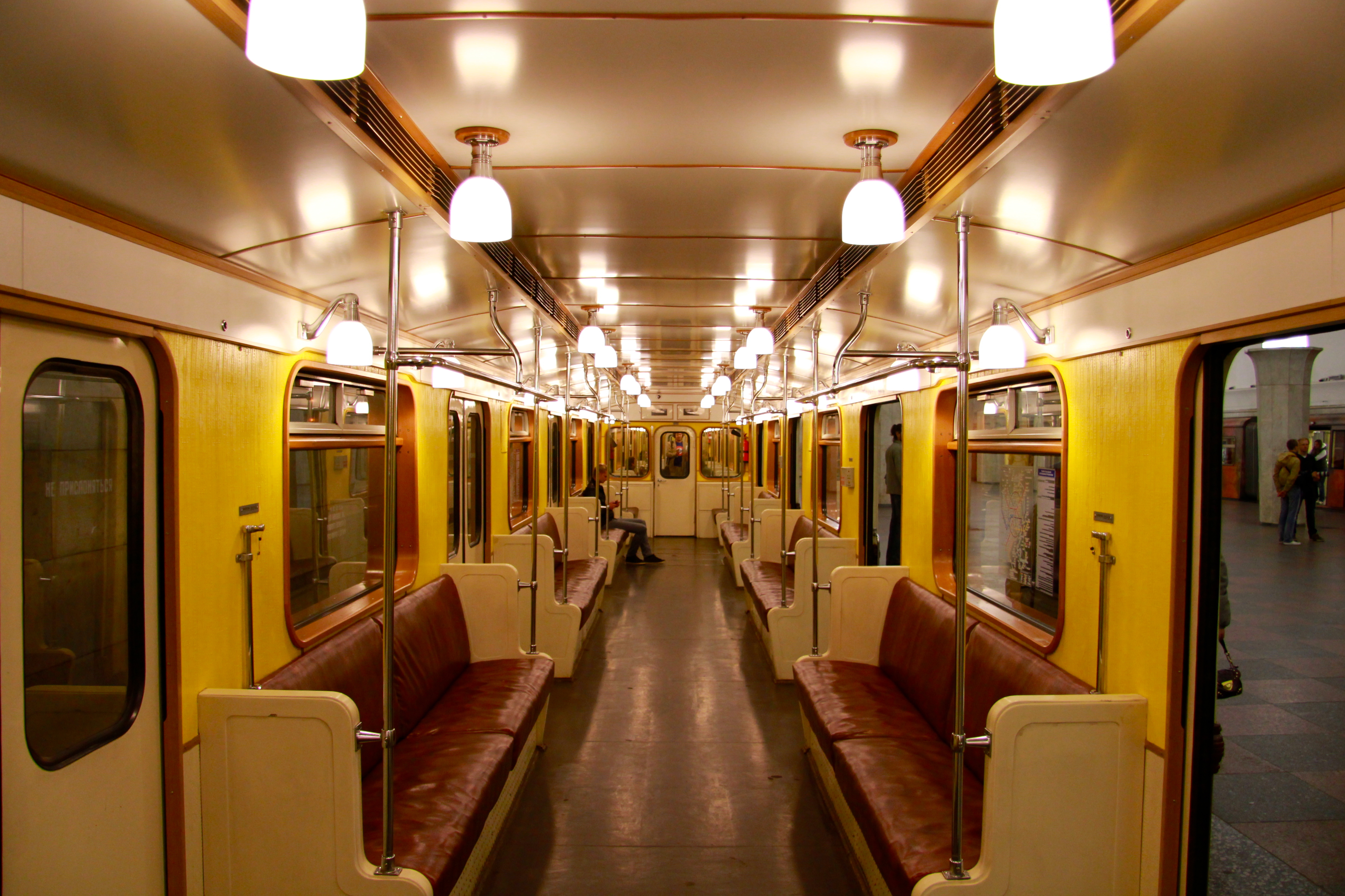
Интерьер вагонов поезда
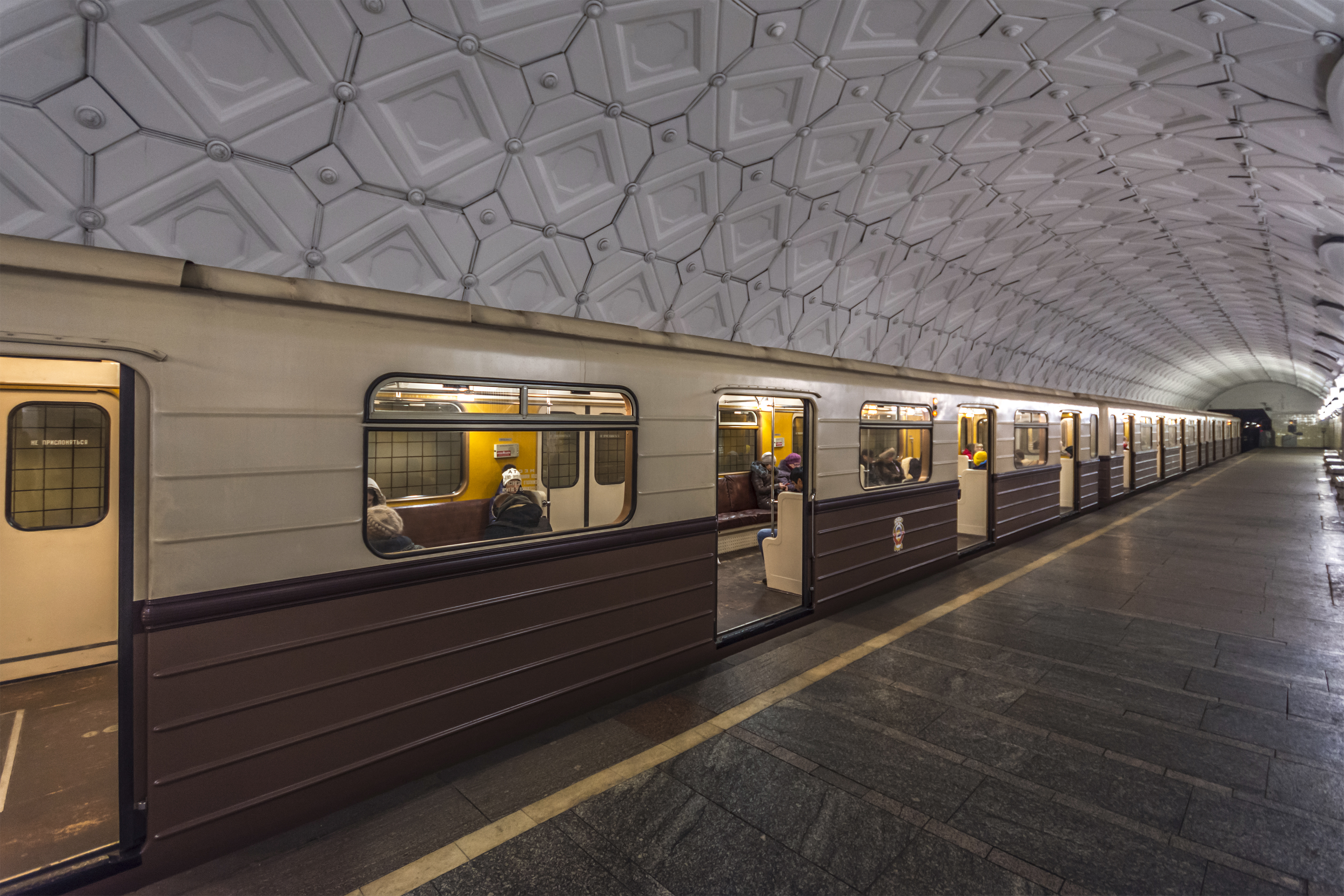
Борт ретро-поезда на станции «Спортивная»
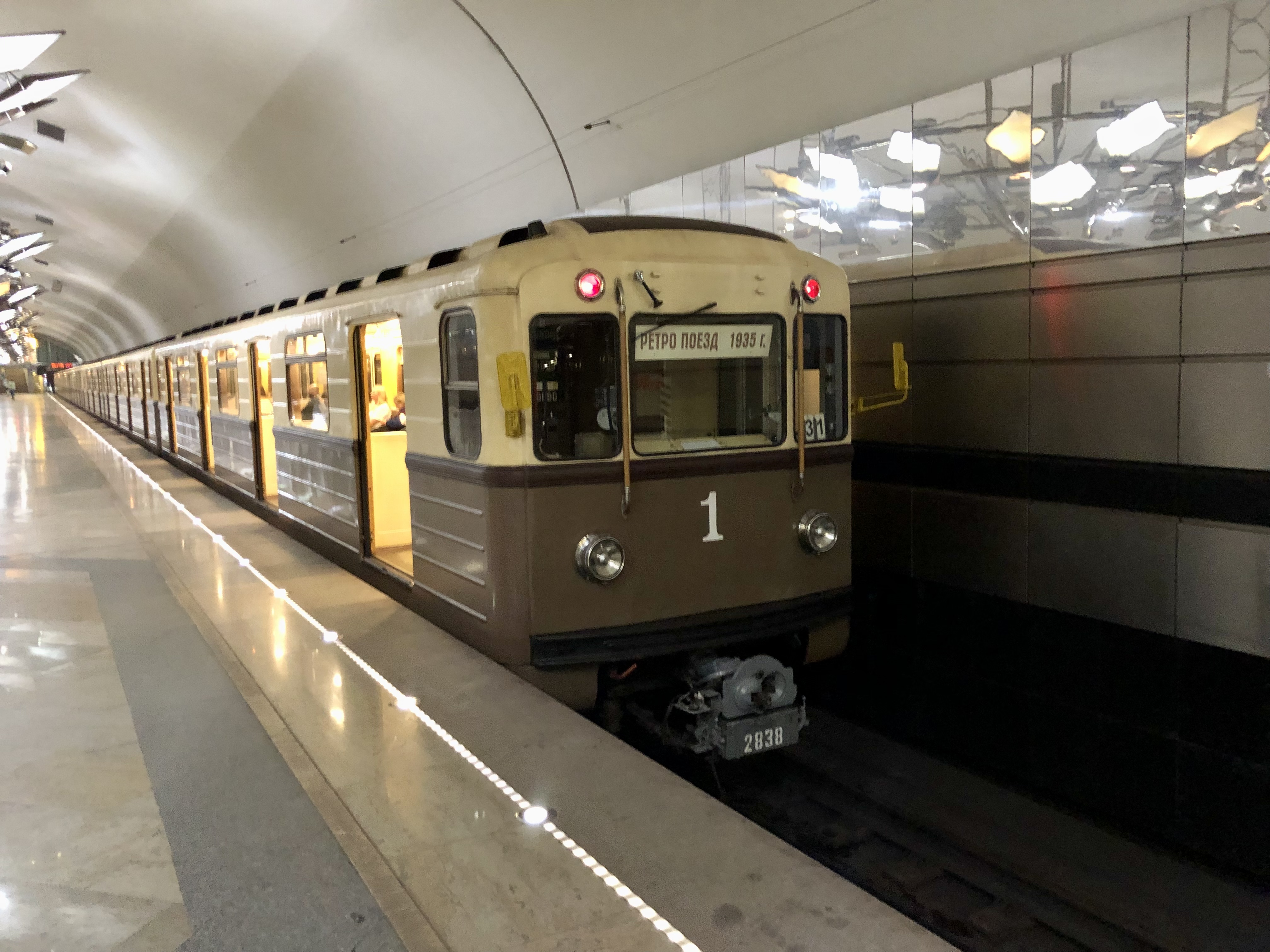
Ретро-поезд на станции «Тропарёво»

### «Поезд Победы»
Был запущен на Серпуховско-Тимирязевской линии 22 апреля 2015 года под первоначальным названием «70 лет Великой Победы». Каждый из вагонов поезда знакомил пассажиров с одним городом-героем России. Внутреннее оформление вагонов включало документы, фотохронику, плакаты и газетные вырезки военных лет. Эксклюзивно для этого состава все голосовые объявления станций были записаны Иосифом Кобзоном.
27 января 2016 года поезд был передан на Таганско-Краснопресненскую линию, где с 3 февраля начал регулярное движение уже с обычными информаторами. В середине 2016 года официальные логотипы празднования 70-й годовщины Победы были заменены на символику Дня Победы, а сам состав получил новое название «Поезд Победы».
19 января 2018 года поезд был возвращён обратно в депо «Владыкино», и с 23 января вновь начал регулярное движение по Серпуховско-Тимирязевской линии уже с обновлённой экспозицией рекламного характера: плакаты и газетные вырезки военных лет были заменены на однотипные приглашения к посещению Музея Победы. В начале февраля 2019 года поезд был передан в депо «Солнцево», и с 8 февраля начал регулярное движение по Солнцевской (до декабря 2020 года) и Большой кольцевой (до декабря 2021 года) линиям. В декабре 2021 года передан на Калужско-Рижскую линию. В качестве подвижного состава используются вагоны 81-760А/761А/763А «Ока» со сквозным проходом.

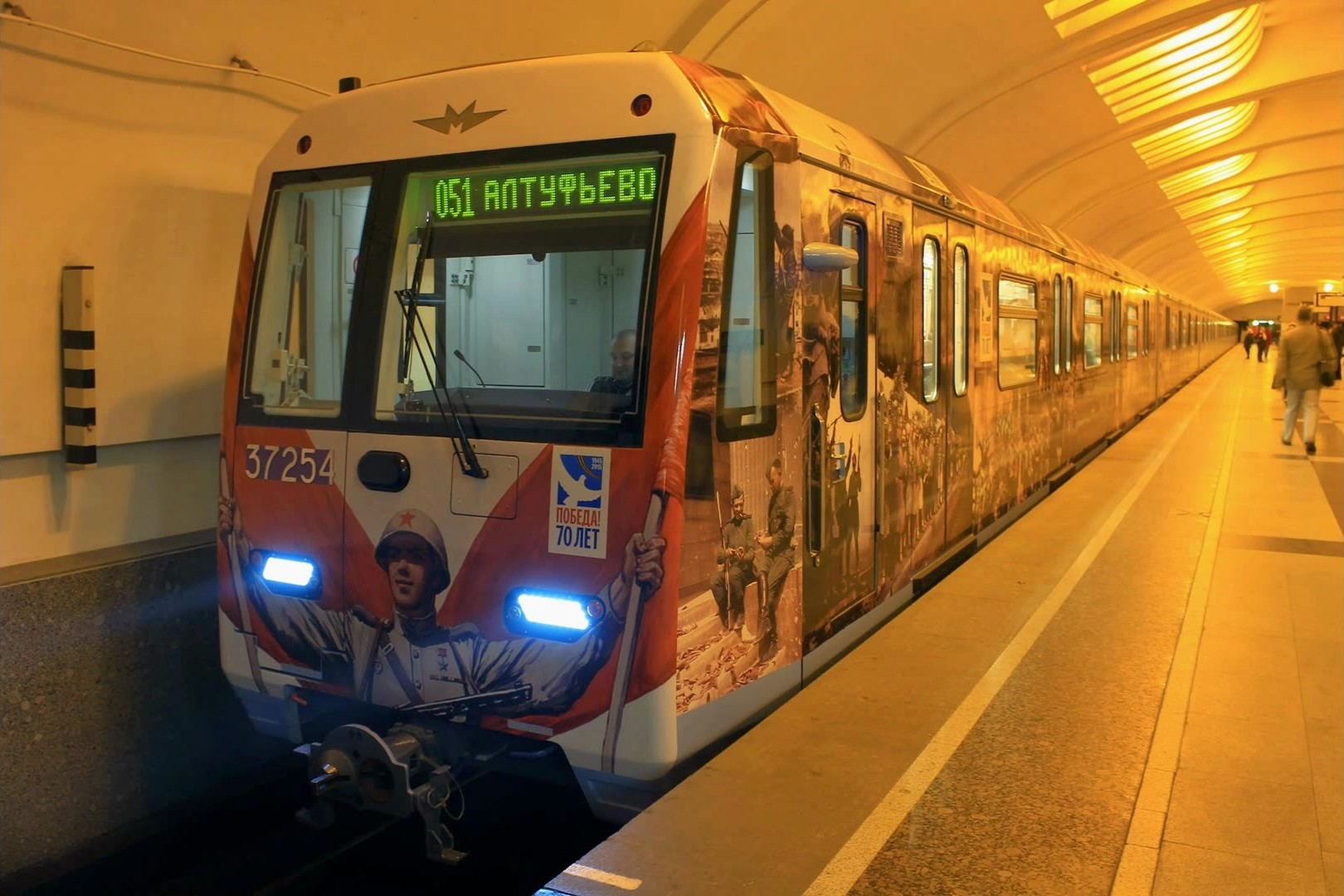
Поезд на станции «Улица Академика Янгеля»
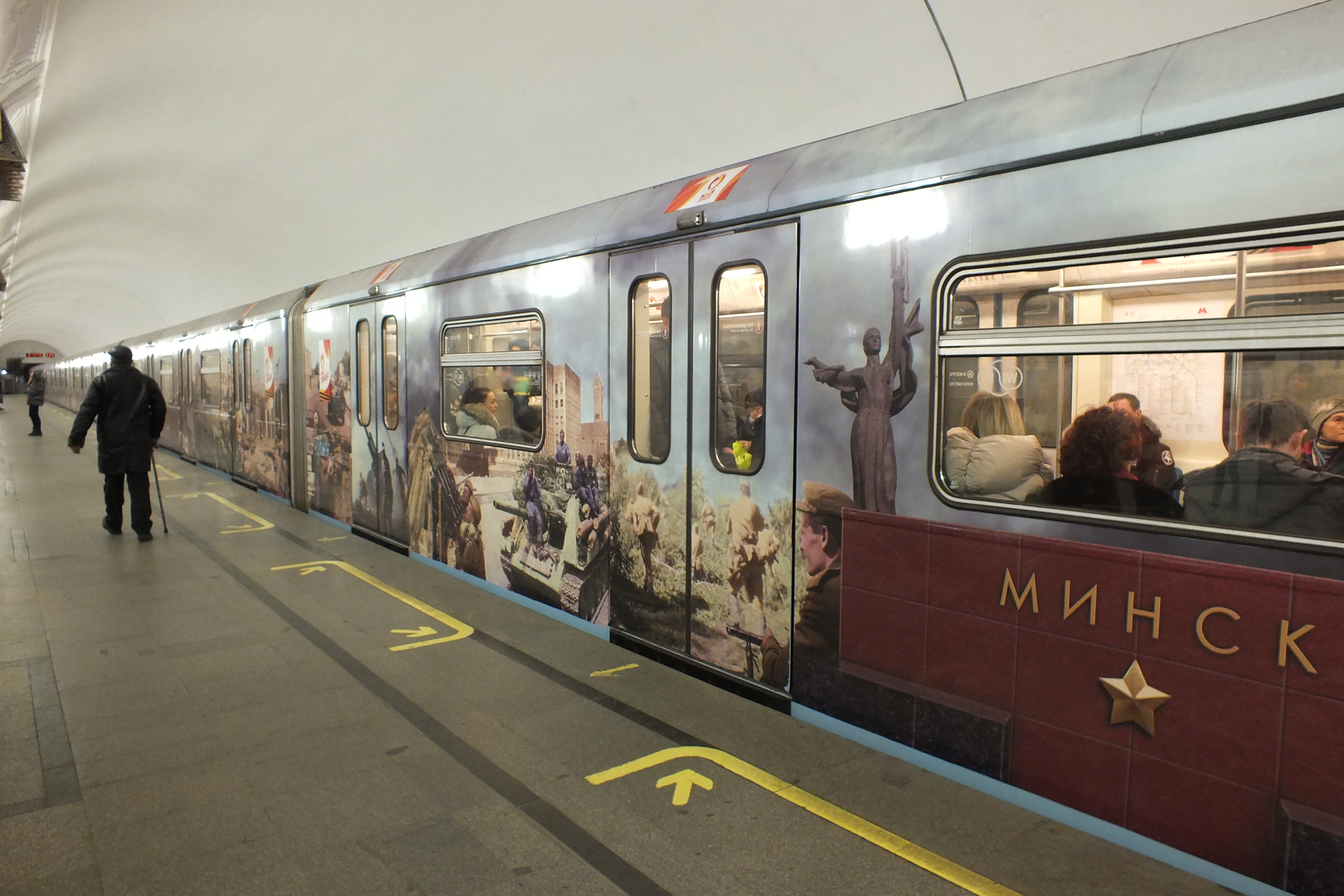
Оформление бортов поезда (станция «Пушкинская»)
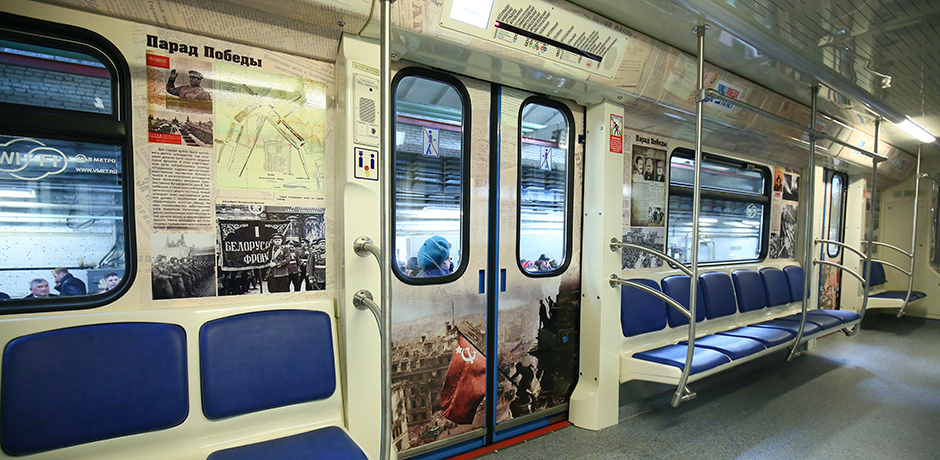
Первоначальное оформление салона
- Видео о поезде

### «Новогодний поезд»
Первоначально курсировал по Кольцевой линии с 28 декабря 2016 года по 15 января 2017 года. Вагоны новогоднего поезда были украшены изображениями красногрудых снегирей, ветвей ели, утончёнными снежинками и надписью «2017». 6 января, в канун Рождества Христова, один из вагонов поезда был заменён на новый, посвящённый наступлению главного христианского праздника. В качестве подвижного состава использовались вагоны Еж3/Ем-508Т, и это был единственный поезд данной модели на линии. 3 февраля 2017 года поезд был отправлен на хранение в депо «Митино» до следующего Нового года.
31 декабря 2017 года на открываемой станции «Ховрино» поезд снова был запущен в эксплуатацию уже на Замоскворецкой линии. Для обеспечения работы на линии в состав были вцеплены два дополнительных промежуточных вагона с идентичным оформлением. 9 января 2018 года поезд вновь был отправлен на хранение до следующего Нового года.
С 29 декабря 2018 года по 14 января 2019 года и с 24 декабря 2019 года по 8 января 2020 года поезд эксплуатировался на Таганско-Краснопресненской линии. Несмотря на то, что в июне 2020 года регулярная пассажирская эксплуатация поездов модели Еж3/Ем-508Т в Московском метрополитене была полностью прекращена, с 21 декабря 2020 года по 10 января 2021 года новогодний поезд в семивагонной составности работал с пассажирами на Кольцевой линии.
В конце 2021 года был подвергнут полному редизайну экстерьера и интерьеров и с 24 декабря 2021 года по 30 января 2022 года в 8-вагонной составности работал с пассажирами на Таганско-Краснопресненской линии. Спустя год поезд обслуживал пассажиров в период с 21 декабря 2022 года по 10 января 2023 года. С 25 декабря 2023 года по 29 февраля 2024 года включительно состав работал последний раз.
С 14 декабря 2024 года по 5 февраля 2025 года включительно на Замоскворецкой линии работал состав из вагонов модели 81-717.5/714.5, который стал заменой ныне отстранённому 29 февраля 2024 года составу из вагонов модели Еж3/Ем-508Т. В будущем предлагается этот состав пустить по Арбатско-Покровской линии.
| - Новогодний поезд на станции «Алма-Атинская» - Оформление бортов поезда (станция «Ховрино») - Салон поезда (2017) - Салон поезда (2018) - Видеообзор поезда в начале 2017 года на Кольцевой линии - Оформление бортов вагона в 2017 году |

Редизайн
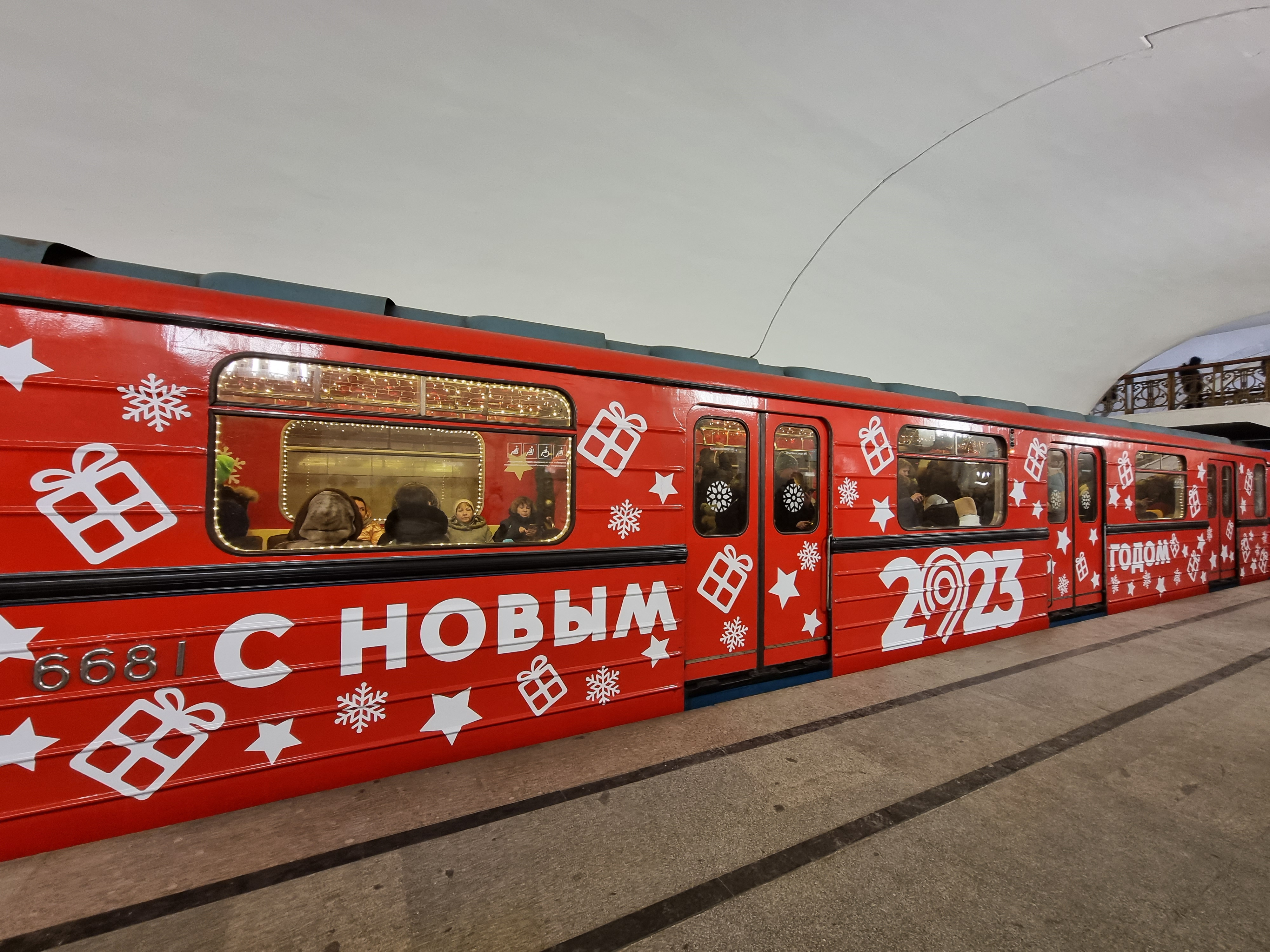
Экстерьер поезда в красном цвете в 2022/2023 годах
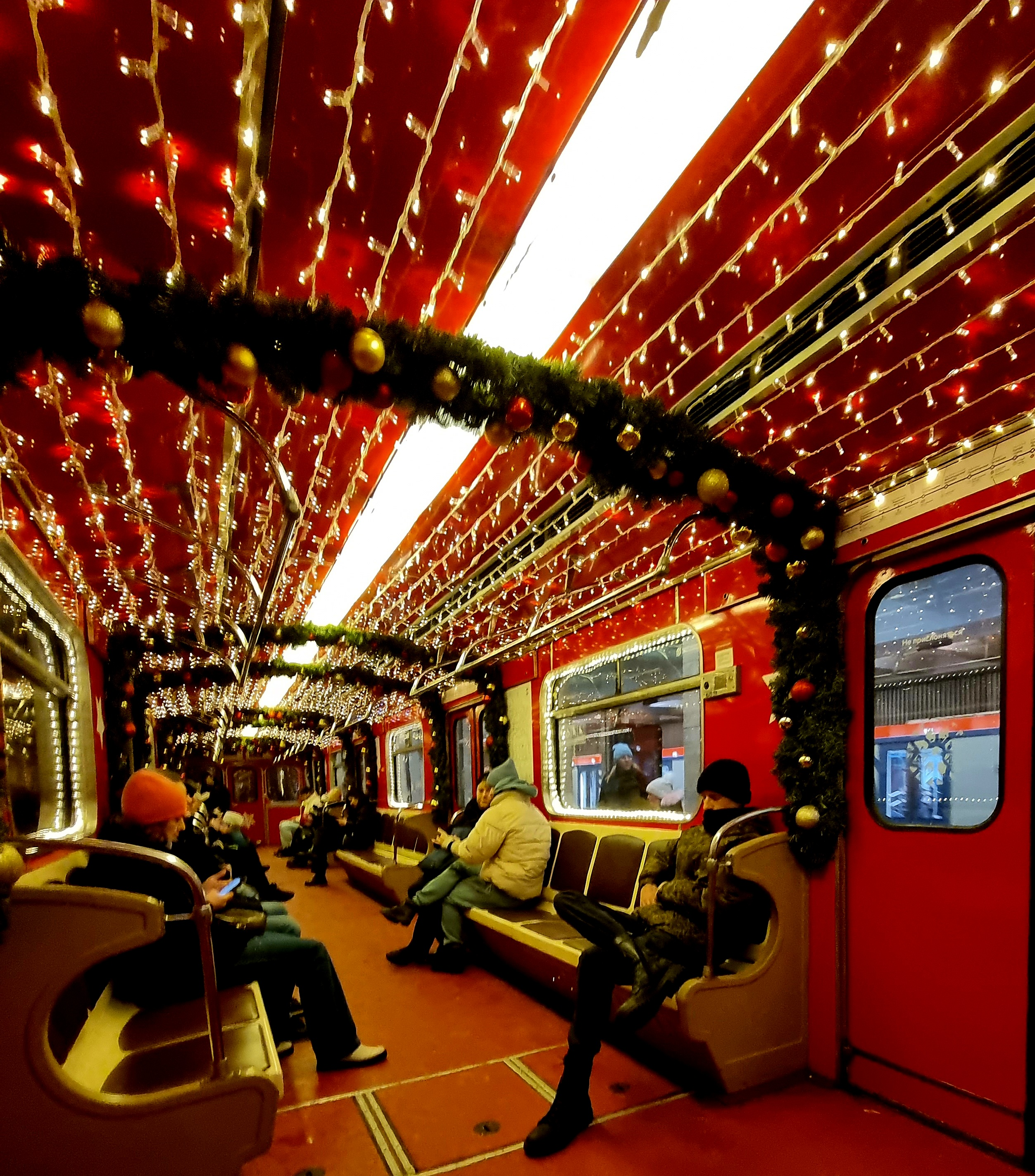
Интерьер в красном цвете в 2022/2023 годах
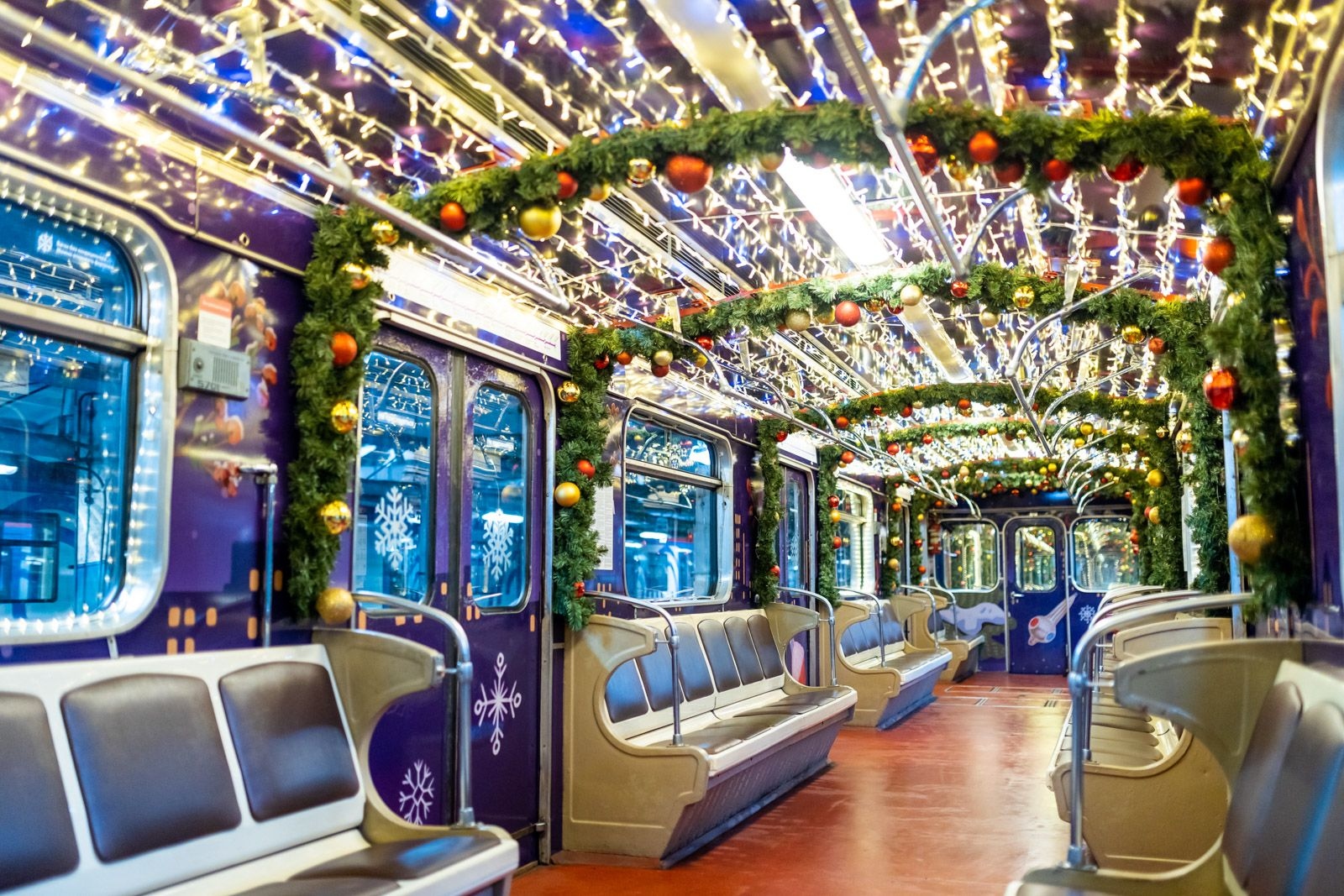
Интерьер в фиолетовом цвете в 2023/2024 годах
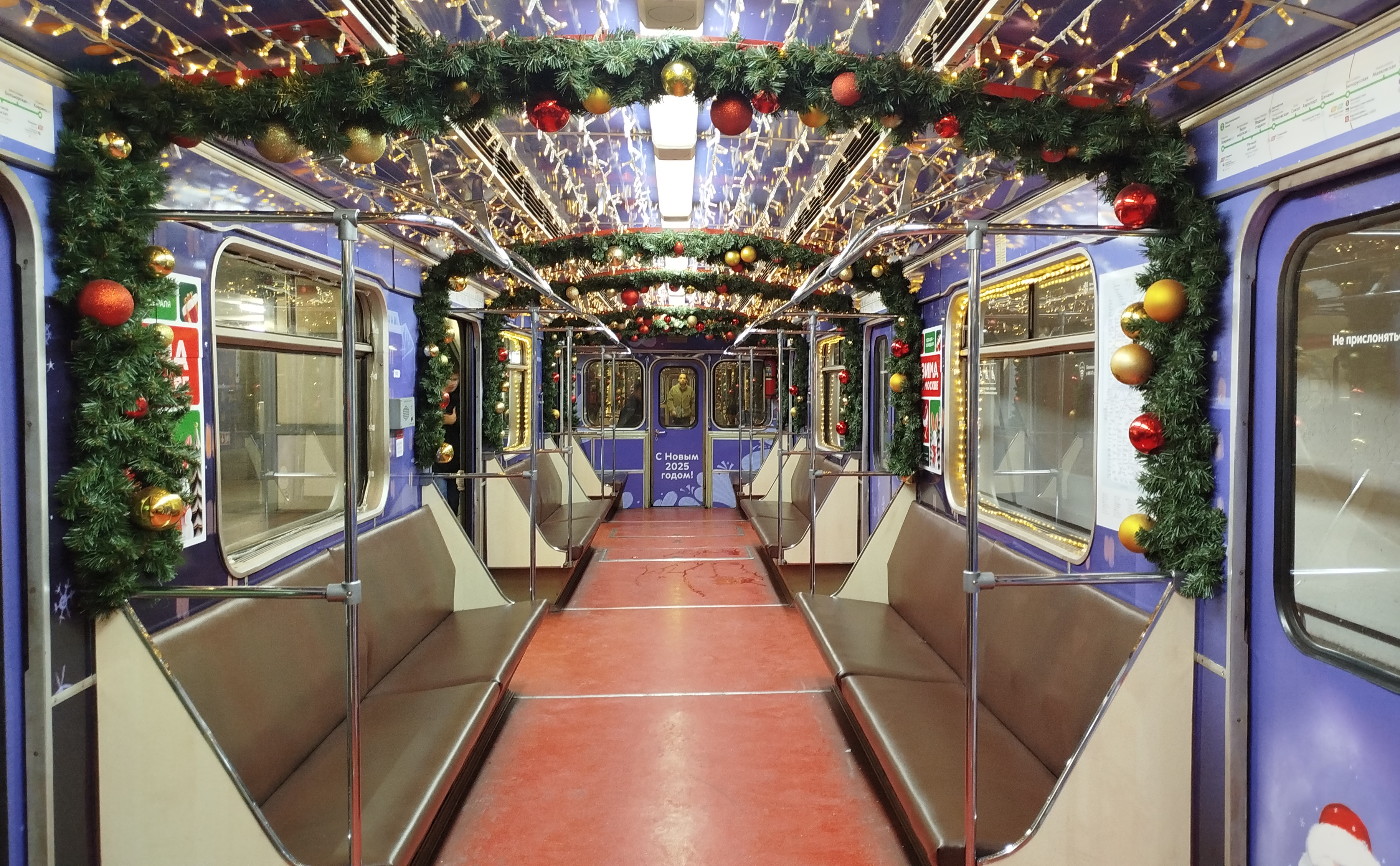
Интерьер в 2024/2025 годах

### «Снеговик»
К Новому 2025 году запущены поезда «Москва-2020» в новогодней тематике на Кольцевой линии.

### «105 лет Скорой Помощи»

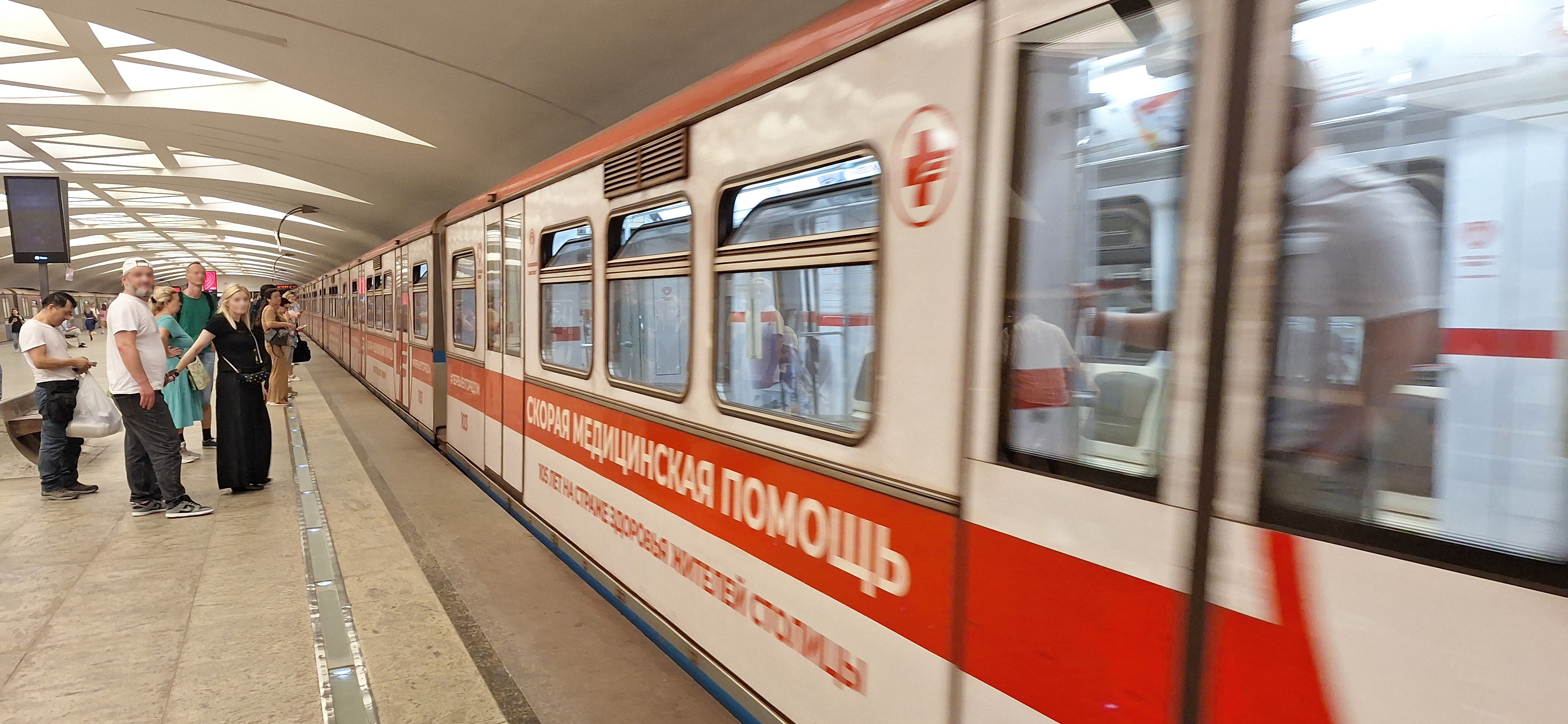
Поезд, посвящённый скорой помощи.

В честь Дня работника скорой медицинской помощи в 2025 году на Арбатско-Покровской линии столичного метро запустили тематический поезд.

### «90 лет Московскому Метро»

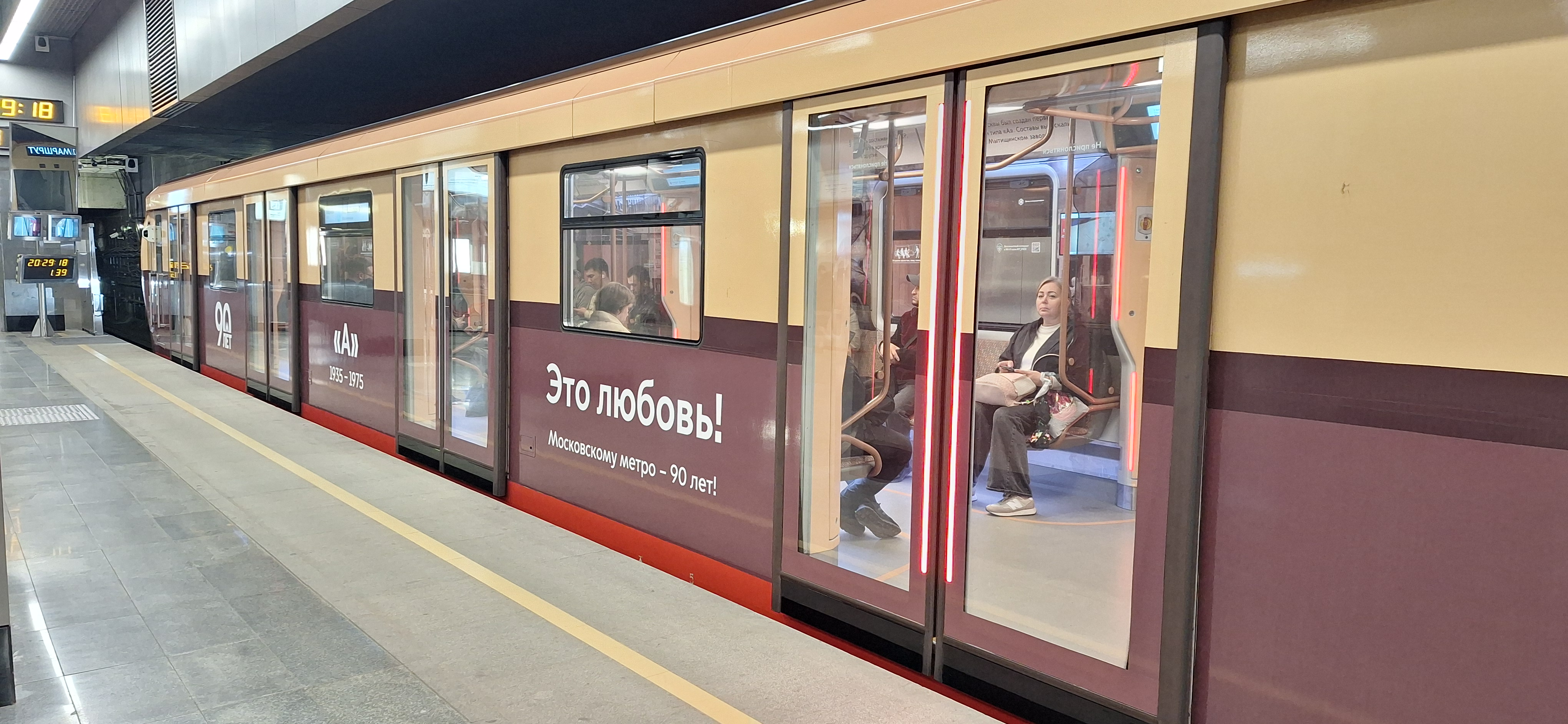
Поезд, посвящённым юбилею метро.

В честь 90-летнего юбилея метро.

### «Кот Табакова»
13 августа 2025 года на Сокольническую линию вышел тематический поезд, приуроченный к 90-летию Олега Табакова. Поезд будет курсировать до конца 2026 года.

## Прекратившие существование

### «Женский поезд имени 8 Марта»
Ходил по Кировскому диаметру (впоследствии — Кировско-Фрунзенской линии), состоял из вагонов типа А. Прекратил существование не позднее 1975 года в связи с завершением эксплуатации данного типа вагонов. Номера головных вагонов: 127 и 128. Он являлся первым именным поездом в московском метро.

### «50 лет газете „Правда“»
Поезд был запущен 25 апреля 1962 года на Арбатско-Покровской линии, состоял из вагонов типа Б. Прекратил существование не позднее 1975 года, в связи с завершением эксплуатации данного типа вагонов.

### «Пионер Южной»
Ходил по Кировско-Фрунзенской линии, состоял из вагонов типа Д. Своё название поезд получил в честь акции пионеров Южной железной дороги, собравших металлолом для производства вагонов поезда.

### «Дзержинец»

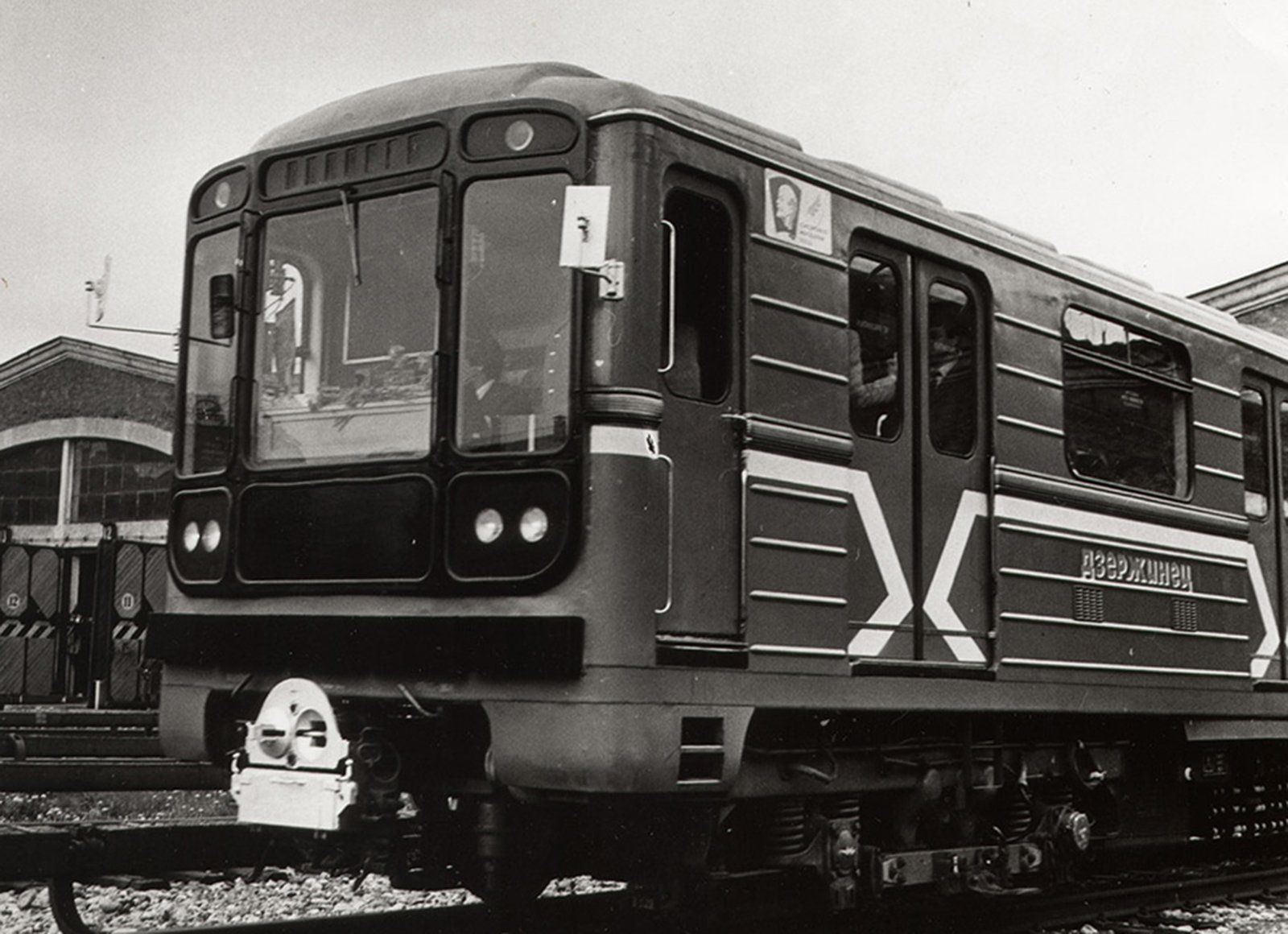
Именной поезд «Дзержинец» выезжает из депо «»

Ходил с 1984 года по осень 1991 года по Кольцевой линии. Состав был сделан из металлолома, собранного молодёжью Дзержинского района Москвы. Снаружи на простенке за кабиной машиниста присутствовали небольшие плакаты с профилем В. И. Ленина, на бортах было указано название поезда. В 1986 или 1987 году был создан «комсомольско-молодёжный» экипаж. Состоял из вагонов типа 81-717/714. Номера головных вагонов: 8527 и 8528.

### «Московский Комсомолец»
Поезд был запущен в конце 1984 года на Горьковско-Замоскворецкой линии к открытию участка «Каширская» — «Орехово». Был посвящён именно московскому комсомолу, а не известной газете. На головных вагонах были прикручены таблички с историей создания, на бортах снаружи были надписи с названием поезда. После событий 1991 года поезд прекратил своё существование. Состоял из вагонов типа 81-717/714. Нумерация: 8611—9810—9811—9812—9813—9814—8612.

### «Пионер Кунцева»
Назван в 1984 году в честь акции пионеров Кунцевского района, собравших металлолом для двух новых именных поездов, которые планировалось запустить по Филёвской линии — «Пионер Кунцева» и «Молодогвардеец». Операция по сбору металлолома называлась «Пионерский поезд» и началась в январе 1984 года. Инициаторами операции были пионеры школы № 98, позднее к ним подключились пионерские дружины всего района. К октябрю 1984 года было собрано 330 тонн вторичного сырья.
30 декабря 1984 года поезд впервые вышел на Филёвскую линию, однако это был перекрашенный старый состав из вагонов типа «Д», вместо планируемого нового состава модели 81-717/714. В первом и последнем вагоне поезда были размещены таблички, на которых было написано: «Поезд построен из металлолома, собранного в 1984 году», однако рядом висела заводская, на которой было написано «Мытищинский вагоностроительный завод, вагон типа „Д“, год выпуска: 1961».
Причиной этого подлога явилось то, что руководство Московского метрополитена отказалось запустить на Филёвскую линию составы нового типа, ссылаясь на невозможность их эксплуатации в условиях почти полностью наземной линии с суровыми погодными условиями. Настоящий новый состав, предназначавшийся для «Пионера Кунцева», поступил в итоге на Замоскворецкую линию, где в то время шла замена старых вагонов на новые. Второй же поезд «Молодогвардеец» был отправлен на Серпуховско-Тимирязевскую линию, также не имеющую никакого отношения к Кунцевскому району Москвы. Подобные подлоги вызвали в то время существенный общественный резонанс, особенно в Кунцевском районе. Неоднократно в газетах «Пионерская правда» и «Гудок» появлялись статьи на эту тему. Некоторое время шла тяжба между Кунцевским РК Комсомола и Московским горкомом КПСС с руководством Московского метрополитена, но в итоге решение осталось прежним. Поезд «Пионер Кунцева» просуществовал всего 6 лет, после чего в 1991 году был порезан на металлолом, поскольку настоящий срок его работы на линии был не с 1984 года, а с 1961 года.
- В 2010 году к 75-летию Московского метрополитена клуб фалеристов выпустил памятный знак, посвящённый именному поезду «Пионер Кунцева»[16].

### «Молодогвардеец»
Для изготовления состава использовался металл, полученный из металлолома, собранного в 1984 году школьниками Кунцевского района Москвы в честь грядущего 40-летия Победы в Великой Отечественной войне. Своё название поезд получил по Молодогвардейской улице, которая проходит по территории района. По первоначальной задумке пионеров поезд должен был появиться на Филёвской линии, однако из-за того, что вагоны 81-717/714 не предназначались для эксплуатации на длинных наземных участках, в начале 1985 года состав был отправлен на Серпуховско-Тимирязевскую линию, не имеющую абсолютно никакого отношения к Кунцевскому району Москвы. После событий 1991 года поезд прекратил своё существование.

### «Гайдаровец»
Торжественный запуск поезда состоялся 10 декабря 1987 года в электродепо «Калужское». В церемонии приняли участие учащиеся школы № 27 района Ясенево, которые в течение трёх лет собирали металлолом для нового состава. Название поезда было придумано самими учащимися, ведь в школе существовал музей имени Аркадия Гайдара. На головных вагонах были прикручены таблички, а на боках снаружи были надписи с названием поезда (фото внешнего оформления). Поезд проработал на Калужско-Рижской линии всего четыре года, осенью 1991 года надписи на его бортах были закрашены, а таблички сняты. Состоял из вагонов типа 81-717/714. Нумерация: 0123—0435—0434—0433—0432—0431—0430—0124.

### «Бауманец»
Ходил с 1988 года по осень 1991 года на Арбатско-Покровской линии. Состоял из вагонов типа Еж.

### «Народный ополченец»
Начал работу на Замоскворецкой линии в декабре 1988 года и закончил в феврале 2023 года. Посвящён ветеранам Великой Отечественной войны, работавшим в метро и метрострое. Поначалу мало отличался от обычных составов, однако дизайн поезда был обновлён 8 ноября 2006 года. С того времени на вагоны были нанесены надписи «Народный ополченец» и «1941—1945» (последняя на гвардейской ленте), внутри — появились материалы о Великой Отечественной войне. 7 мая 2015 года дизайн был повторно обновлён: заменены наклейки с названием поезда, также снаружи и внутри вагонов появились материалы к празднованию 70-летия Победы. Последний раз состав был обновлён в мае 2020 года — к празднованию 75-летия Победы. В качестве подвижного состава использовались вагоны 81-717.5/714.5.
| - Оформление бортов поезда (версия 2020 года) - Пассажирский салон (версия 2020 года) - Оформление бортов поезда (версия 2006 года) - Пассажирский салон (версия 2006 года) |

### «Московскому метрополитену в честь 60-летнего юбилея»
Работал на Люблинской линии с самого первого дня её открытия, а именно с 28 декабря 1995 года. От обычных составов отличался лишь надписью на левых бортах головных вагонов, при этом в салонах вместо тематических плакатов была размещена обычная реклама. (фото внешнего оформления Архивная копия от 9 августа 2016 на Wayback Machine). Состоял из вагонов типа 81-717.5М/714.5М. Нумерация: 2511—1090—1092—1091—1093—1036—2512. На вагоне 2511 надпись закрасили в 2002 году, 2512 — в 2006 году.

### «Курская дуга»
Запущен 8 мая 2003 года на Сокольнической линии в память о 60-летии Курской битвы. Появление этого поезда связано с участием в боях на Курской дуге бронепоезда «Московский метрополитен». Бронепоезд был построен на пожертвования работников метрополитена, его экипаж также составляли работники метро. 5—7 июля 1943 года экипаж бронепоезда вёл тяжёлые оборонительные бои. Бронепоезд был уничтожен на станции Сажное Юго-Восточной железной дороги. Одновременно с запуском поезда в дар метрополитену была передана обнаруженная в Белгородской области картина «Последний бой бронепоезда „Московский метрополитен“».
Единственное внешнее отличие от обычных составов — на головных вагонах присутствовали памятные металлические таблички и надписи «Курская дуга» с георгиевскими лентами. Внутри в вагонах были расклеены материалы об истории бронепоезда «Московский метрополитен». В середине апреля 2019 года надписи на бортах поезда были закрашены, таблички и информационные плакаты в салонах сняты. Были известны случаи, когда вагоны «Курской дуги» комбинировались с другими, обычными вагонами. В качестве подвижного состава использовались вагоны типа 81-717.5М/714.5М.
| - Пассажирский салон - Название сбоку поезда |

### «Московскому метрополитену 70 лет»
Запуск поезда состоялся 16 февраля 2005 года на Сокольнической линии и был приурочен к круглой дате, отмечаемой в рамках празднования 70-летия Московского метрополитена — 16 февраля 1935 года по ещё строящейся первой линии началось регулярное учебное движение.
В салонах юбилейного поезда были размещены плакаты, повествовавшие о том, как начиналась история Московского метрополитена, что происходило в метро в годы Великой Отечественной войны, как развивался и технически совершенствовался метрополитен на протяжении 70 лет. В художественном оформлении поезда были использованы уникальные, ранее не публиковавшиеся фотографии, в частности, рассказывающие об укрытии москвичей на станциях метро от налётов вражеской авиации в 1941—1942 годах. Помимо этого, на плакатах были размещены схемы метрополитена различных лет, отражена история билетов Московского метро, совершенствования подвижного состава и многое другое. От обычных составов снаружи поезд отличался наклейками в виде логотипа метрополитена по бокам от дверей, а также центральными наклейками «70 лет Московскому метро» и «1935—2005» (фото внешнего оформления Архивная копия от 10 августа 2016 на Wayback Machine). Как и планировалось, поезд курсировал в течение всего юбилейного года, и в марте 2006 года все праздничное оформление было убрано.
Были известны случаи, когда вагоны поезда комбинировались с другими, обычными вагонами. Тип — 81-717.5М/714.5М.
Нумерация: 2717—1570—1571—1572—1573—1574—2718.

### «Moscow 2012 Candidate City»
Создание поезда было приурочено к подаче заявки Москвы на проведение летних Олимпийских игр 2012. 25 марта 2005 года поезд вёз представителей МОК до станции «Воробьёвы горы». Внешнее и внутреннее оформление включало в себя плакаты с надписью «Moscow 2012 Imagine It NOW!», также на боковинах снаружи поезда присутствовал герб Москвы (фото внешнего оформления Архивная копия от 20 июня 2018 на Wayback Machine). Состав проработал на Сокольнической линии до июля 2005 года, тогда все наклейки и были сняты, через несколько дней после того, как стало известно о решении МОК выбрать Лондон столицей Олимпийских игр.
Были известны случаи, когда вагоны поезда комбинировались с другими, обычными вагонами. Тип — 81-717.5М/714.5М.
Нумерация: 2713—1551—1552—1553—1564—1569—2716.

### «Читающая Москва» (первый состав)
В августе 2007 года появилось предложение о создании поезда, рассчитанного на популяризацию литературы, главным образом среди детей. Предполагалось оформить поезд в виде детской книги, изобразить на стенах вагонов литературных персонажей и строчки из произведений мировой детской литературы. 31 мая 2008 года на станции «Воробьёвы горы» состоялась торжественная церемония запуска шестивагонного состава модели 81-717/714 литературного поезда, снаружи имеющего художественное оформление с обозначением акции «Читающая Москва». 3 июня 2008 года поезд «Читающая Москва» начал регулярное движение по Кольцевой линии. В январе 2012 года в связи с тем, что Кольцевая линия была переведена на вагоны типа 81-740.4/741.4 «Русич», поезд был передан на Каховскую линию, где проработал до января 2017 года, после чего был расформирован.
Внутри вагонов поезда были размещены изображения литературных персонажей, репродукции характерных сцен и отрывки из известных произведений отечественной и мировой литературы для детей и взрослых. На стенах первого вагона были приведены отрывки из былин «Илья Муромец и Соловей Разбойник» и «Добрыня и змей», изображены герои народных сказок — Колобок, Иван-Царевич и Царевна-лягушка. Второй вагон был посвящён русским классикам, в его оформлении были использованы отрывки из «Войны и мира» Л. Н. Толстого, «Ревизора» Н. В. Гоголя, «Евгения Онегина» А. С. Пушкина, «Записок охотника» И. С. Тургенева, «Маскарада» М. Ю. Лермонтова и репродукции известных сцен из этих произведений. В третьем вагоне были размещены произведения о природе и животных, такие как: «Лягушка-путешественница» В. М. Гаршина и «Серая Шейка» Д. Н. Мамина-Сибиряка. Четвёртый вагон был посвящён литературе для самых маленьких — здесь были представлены самые известные детские произведения и персонажи: Айболит, Муха-Цокотуха, Старик Хоттабыч и Незнайка. Пятый вагон был ориентирован на детскую литературу — на стенах отрывки из произведения В. Г. Губарева «Королевство кривых зеркал» и повести А. П. Гайдара «Тимур и его команда». Последний шестой вагон был посвящён произведениям зарубежной литературы. Здесь пассажиры могли познакомиться с творчеством Антуана де Сент-Экзюпери, Марка Твена, Жюля Верна, Герберта Уэллса и Амадея Гофмана.
- Поезд «Читающая Москва» стал первым поездом Московского метрополитена, оборудованным Wi-Fi[20].

| - Обозначение акции на борту вагона |

### «Поэзия в метро»
Поезд был призван знакомить пассажиров метро с поэтами разных стран мира. Первоначально от обычных составов снаружи отличался только фирменным логотипом на стенках вагонов, в салонах были размещены стикеры со стихами поэтов разных стран. С 17 ноября 2010 года поезд начал регулярное движение по Филёвской линии. Первая подборка стихов была посвящена творчеству пяти знаменитых чилийских поэтов. Стихотворения были приведены на двух языках — русском и испанском. С 1 декабря 2011 года поезд начал работать на Арбатско-Покровской линии, в него был вцеплен дополнительный вагон без стикеров со стихами в салоне. 10 марта 2012 года был возвращён на Филёвскую линию.
Сложилась традиция ежегодно обновлять экспозицию в вагонах поезда. Последний раз состав был обновлён 24 мая 2016 года к празднованию года языка и литературы Великобритании и России, а также к 400-летней годовщине памяти Уильяма Шекспира. С появлением экспозиции «Шекспировские страсти» поезд впервые был тематически оформлен не только изнутри, но и снаружи. Экстерьер вагонов знакомил с фотографиями людей, перевоплощённых в персонажей шекспировской эпохи и испытывающих различные эмоции. Со 2 октября 2016 года поезд снова начал эксплуатироваться на Арбатско-Покровской линии, однако на этот раз дополнительный вагон был дооформлен в тематике проекта. Были известны случаи, когда вагоны «Поэзия в метро» комбинировались с другими, обычными вагонами. В конце ноября 2017 года экспозиция «Шекспировские страсти» была снята, однако нового оформления поезд не получил. В качестве подвижного состава использовались вагоны 81-740.1/741.1 «Русич».
| - Изображение с надписью на боковой стенке вагона в изначальном варианте - Салон поезда с первой экспозицией |

### «Сочи-2014»

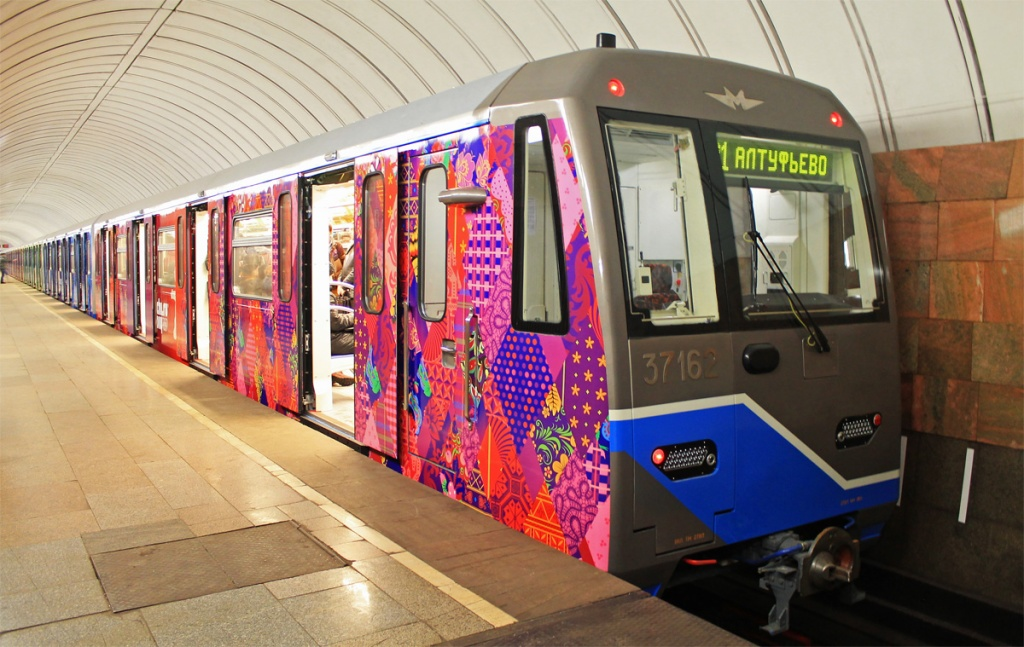
Второй поезд «Сочи-2014» на станции «Дмитровская»

Поезда знакомили пассажиров метро с зимними Олимпийскими и Паралимпийскими играми 2014, в первую очередь, с их талисманами, каждый из которых был изображён снаружи вагона. В салонах вагонов вместо обычной рекламы были размещены стикеры в олимпийском стиле, а также реклама официальной олимпийской продукции.
15 января 2014 года в открываемом депо «Братеево» был представлен первый поезд, который через несколько дней начал регулярное движение по Серпуховско-Тимирязевской линии. Спустя короткое время был запущен второй поезд, по оформлению полностью идентичный первому. Вся олимпийская символика была убрана с поездов в ноябре 2014 года. В качестве подвижного состава использовались вагоны 81-760/761 «Ока». Нумерация: 37151—30448—30449—30450—30451—30452—30453—37152 (1 состав); 37161—30478—30479—30480—30481—30482—30483—37162 (2 состав).

### «80 лет в ритме столицы»
Поезд был призван знакомить пассажиров с 80-летней историей Московского метрополитена. Каждый из вагонов поезда был посвящён отдельным эпизодам истории метрополитена: один вагон — одно десятилетие. Снаружи вагоны были выполнены в цветовых гаммах линий метрополитена, однако по причине того, что число вагонов в составе 8, а количество линий 12, Арбатско-Покровская и Филёвская линии объединены в один светло-синий вагон, а цвета Люблинско-Дмитровской, Каховской и Бутовской линий отсутствовали в принципе. На бортах поезда были размещены фотографии и даты значимых событий в жизни подземного транспорта столицы. Внутри каждого вагона была размещена информация о работниках метрополитена, история станций и их архитекторов, отражена вся хронология развития вагонного парка метро. На стенах вагонов были указаны статистические данные: количество сотрудников, вагонов, станций и километров путей на начало определённого десятилетия и на период его окончания.
Поезд был запущен на Серпуховско-Тимирязевской линии 13 мая 2015 года, в канун празднования 80-летия Московского метрополитена. Эксклюзивно для этого состава все голосовые объявления станций были записаны Игорем Кирилловым (проигрывались до сентября 2015 года). 21 сентября 2015 года поезд принял участие в открытии станции «Котельники» и работал на Таганско-Краснопресненской линии с пассажирами до следующего дня, после чего был возвращён обратно в депо «Владыкино». 26 января 2016 года поезд был передан в депо «Выхино», и с 3 февраля начал регулярное движение по Таганско-Краснопресненской линии уже на постоянной основе. 16 января 2018 года поезд был передан в депо «Свиблово», и с 22 февраля начал регулярное движение по Калужско-Рижской линии. 24 августа 2018 года поезд был возвращён в депо «Владыкино», и с последних чисел августа начал регулярное движение по Серпуховско-Тимирязевской линии, на которой работал первоначально. 18 ноября 2018 года поезд был передан в депо «Солнцево», и с 5 декабря начал регулярное движение по Солнцевской и Большой кольцевой линиям. В апреле 2019 года оформление поезда было снято. В качестве подвижного состава использовались вагоны 81-760А/761А/763А «Ока» со сквозным проходом.
- Видео о поезде

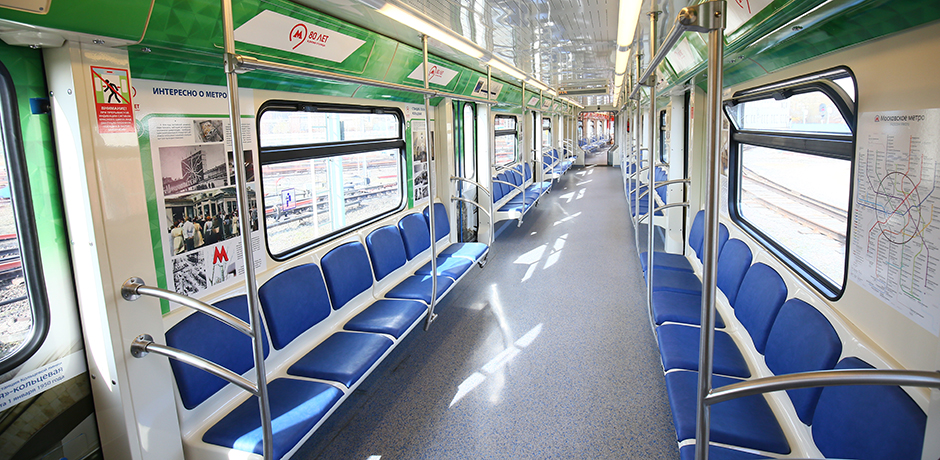
Салон поезда

### «Полосатый экспресс» (первый состав)
Впервые вышел на Люблинско-Дмитровскую линию 27 сентября 2015 года при участии Русского географического общества. Запуск поезда был приурочен ко Дню амурского тигра, являющемуся главным экологическим праздником Приморья. Изнутри состав был оформлен картинами флоры и фауны Дальнего Востока, в особенности амурских тигров и дальневосточных леопардов. Впервые в именном поезде было оформлено почти всё внутреннее пространство вагонов, включая полы. В конце июня 2017 года внутреннее оформление поезда было снято. В качестве подвижного состава использовались вагоны 81-717.5/714.5.
| - Салон головного вагона - Салон промежуточного вагона - Салон промежуточного вагона - Двери вагона |

### «Читающая Москва» (второй состав)
23 декабря 2015 года была запущена вторая версия поезда «Читающая Москва» на Калужско-Рижской линии. Поезд был оформлен в библиотечно-литературной стилистике: полки с книгами и рукописями, отрывки из книг, цитаты участников проекта и классиков мировой литературы. По инициативе Библиотеки-читальни имени И. С. Тургенева в вагонах были размещены литературные схемы линий Московского метрополитена, которые были созданы специально для этого состава. В сентябре 2016 года поезд был передан на Люблинско-Дмитровскую линию для увеличения количества составов под её продление. К февралю 2020 года оформление поезда было снято. В качестве подвижного состава использовались вагоны 81-717.5М/714.5М.
В период работы на Калужско-Рижской линии информационные объявления в «Читающей Москве» были озвучены Дмитрием Глуховским и Татьяной Устиновой. Дмитрием Глуховским также были озвучены специальные фразы, эксклюзивно записанные для этого поезда: «Уважаемые пассажиры! Побыстрее открывайте хорошие книги» и «Уважаемые пассажиры! При выходе из поезда не забывайте свои книги».
| - Салон головного вагона спереди - Салон поезда |

### «25 лет во имя жизни»
Поезд был посвящён 25-летию МЧС России. Запуск поезда состоялся на Серпуховско-Тимирязевской линии 27 декабря 2015 года, в День спасателя. Внутренняя экспозиция поезда была посвящена деятельности МЧС и содержала уникальные фотографии, рассказывающие о работе пожарных и спасателей в разные периоды истории министерства за четверть века. Вагоны были оформлены на разные темы: «Наша история», «Центр управления в кризисных ситуациях», «Пожарно-спасательный поезд», «Московская служба спасения на водах», «Московский авиационный центр», «Современная техника столичного гарнизона», «Жизнь без ЧС», «Мы первыми приходим на помощь и служим людям». В конце июня 2017 года внутреннее оформление поезда было снято. В качестве подвижного состава использовались вагоны 81-760/761 «Ока».
| - Оформление бортов вагона - Пассажирский салон |

### «Космический поезд»
Был запущен на Таганско-Краснопресненской линии к 55-летию со дня первого полёта человека в космос. Презентация поезда состоялась на станции «Полежаевская» 12 апреля 2016 года, в День космонавтики. 21 февраля 2018 года поезд был передан в депо «Свиблово», и с 15 марта начал регулярное движение по Калужско-Рижской линии. 31 августа 2018 года поезд был передан в депо «Владыкино», и с 7 сентября начал регулярное движение по Серпуховско-Тимирязевской линии. 18 ноября 2018 года поезд был передан в депо «Солнцево», и с 27 ноября начал регулярное движение по Солнцевской и Большой кольцевой линиям. 27 апреля 2019 года оформление поезда было снято. В качестве подвижного состава использовались вагоны 81-760А/761А/763А «Ока» со сквозным проходом.
Снаружи поезд был оформлен изображениями звёздного неба, планет и космических кораблей. Экспозиция внутри вагонов была посвящена истории развития и достижениям отечественной космонавтики. Первый и последний вагоны «Космического поезда» были посвящены истории подготовки к первому космическому полёту Юрия Гагарина. Во втором вагоне была размещена информация о выдающемся учёном Сергее Королёве. Третий вагон рассказывал об известных конструкторах, которые вошли в историю отечественной космонавтики. В четвёртом были размещены фотографии спутников, а пятый иллюстрировал отечественные достижения в космической отрасли. Шестой вагон был посвящён программе исследования планет Солнечной системы, в предпоследнем седьмом вагоне были представлены изображения космодромов.
| - Оформление бортов поезда - Салон поезда |

### «Полосатый экспресс» (второй состав)

#### Второй состав
Второй поезд, посвящённый тиграм и леопардам, был запущен на Серпуховско-Тимирязевской линии 29 июля 2016 года в Международный день тигра при участии центра «Амурский тигр», АНО «Дальневосточные леопарды» и Русского географического общества.
Экспозиция поезда рассказывала о двух редчайших представителях семейства крупных кошачьих на планете. Визуальное пространство разработали иллюстраторы из разных городов России, применив искусственную нейронную сеть. В отличие от первого «Полосатого экспресса», где в качестве иллюстраций использовались реальные фотографии кошек и окружающей природы, во втором поезде они были изображены в виде огрублённых рисунков, также от предшественника поезд отличался тем, что снаружи он целиком был оклеен цветной плёнкой, тематически стилизованной под природу Дальнего Востока с изображениями дальневосточных кошек. На лобовой части головных вагонов были изображены морды тигра (вагон 37165) и леопарда (37166), глаза которых расположены над фарами поезда.
Внутри вагоны, наоборот, были оформлены в более строгом стиле — стены, потолок и пол вагона сохранили первоначальные цвета и не были оклеены по всей поверхности, вместо этого на стены были приклеены стикеры с изображениями тигров и леопардов. Для вагонов также разработали интерактивные стикеры: тигр размером в натуральную величину в прыжке через двери, лапа, к которой можно приложить свою ладонь, или сравнение следа тигра, тигрицы, тигрёнка, леопарда, леопардёнка и дальневосточного кота. Каждый из восьми вагонов был оформлен как один из этапов взросления и истории ежедневной жизни кошачьих — от детёнышей до взрослых животных. В январе 2018 года оформление поезда было снято. В качестве подвижного состава использовались вагоны 81-760/761 «Ока».
| Экстерьер | Интерьер | Поезд на линии |

#### Третий состав
29 июля 2019 года на Серпуховско-Тимирязевской линии состоялся запуск третьей версии поезда, внешнее оформление которого было почти полностью идентично второму составу. При этом, в отличие от второго поезда, изнутри вагоны почти не имели оформления: на простенках были развешаны лишь небольшие прозрачные стикеры с данными об охране природы, о научных исследованиях, книгах, фильмах, статьях в газетах и журналах, посвящённых амурскому тигру, об обучающих мероприятиях и экологических курсах, которые проводят в России. Также были оформлены торцы головных вагонов. К сентябрю 2020 года оформление поезда было снято. В качестве подвижного состава использовались вагоны 81-760/761 «Ока».
| - Третий поезд на территории депо «Варшавское» - Оформление борта вагона - Оформление торца головного вагона |

### «Союзмультфильм»
Поезд был запущен на Серпуховско-Тимирязевской линии 27 августа 2016 года в честь 80-летия со дня основания «Союзмультфильма» — крупнейшей в СССР студии мультипликационных фильмов. Внутреннее оформление вагонов было представлено кадрами из советских и российских мультфильмов, цитатами любимых персонажей, интересными фактами из истории создания картин, а также выдержками из биографий выдающихся режиссёров студии.
Снаружи и внутри вагонов тематического поезда можно было увидеть изображения героев из мультфильмов «Винни-Пух», «Чебурашка», «Ёжик в тумане», «Котёнок по имени Гав», «Жил-был пёс», «Малыш и Карлсон», «Бременские музыканты», «Чиполлино», «Матч-реванш», «Шайбу! Шайбу!», «Тайна третьей планеты», один из вагонов состава был проиллюстрирован кадрами из современных работ киностудии. Также вниманию пассажиров были представлены биографии легендарных мультипликаторов: Бориса Дёжкина, Льва Атаманова, Фёдора Хитрука, Романа Качанова и многих других.
С начала декабря 2016 года все голосовые объявления станций в поезде озвучивала Лариса Брохман голосами Зайца из «Ну, погоди!» и «домомучительницы» фрекен Бок из мультфильма «Малыш и Карлсон». В поезде можно было также услышать уникальные объявления по типу "Уважаемые пассажиры! В вагоне поезда держитесь за поручни. А то упадёте." и "Уважаемые пассажиры! Будьте внимательны и осторожны при выходе из вагонов. Вдруг там Волк!". В сентябре 2017 года оформление поезда было снято. В качестве подвижного состава использовались вагоны 81-760/761 «Ока».
| - Оформление бортов одного из вагонов - Салон поезда |

### «Великие полководцы»
Запуск поезда состоялся 7 ноября 2016 года на Сокольнической линии и был приурочен к 75-летней годовщине Парада на Красной площади. Создание этого именного состава является результатом совместного проекта Российского военно-исторического общества и киностудии имени Горького. В каждом из семи вагонов поезда была размещена информация о знаменитых российских полководцах. Пассажирам были представлены интересные факты из биографии Александра Суворова, Георгия Жукова, Александра Невского, Михаила Кутузова, Дмитрия Донского, Павла Нахимова, Фёдора Ушакова, Константина Рокоссовского, Михаила Скобелева и Алексея Ермолова. Кроме жизнеописаний названных военачальников, в поезде были размещены плакаты и афиши из документальных фильмов об этих людях, поскольку тематический состав был создан в рамках проведения Года российского кино. В январе 2018 года оформление поезда было снято. В качестве подвижного состава использовались вагоны 81-717.5М/714.5М.
| - Оформление бортов поезда (в депо) - Оформление головного вагона поезда (станция «Красносельская») - Салон поезда |

### «Плехановец»
Запуск поезда состоялся 21 марта 2017 года на Серпуховско-Тимирязевской линии и был приурочен к 110-летнему юбилею Российского экономического университета имени Плеханова. В состав «Плехановца» вошли восемь вагонов, каждый из которых имел собственное оформление и название: «Знания», «Наука», «Культура», «Здоровье», «Влияние», «Достижения», «Традиции» и «Инновации». Как и планировалось, поезд курсировал в течение полугода, и в августе 2017 года оформление было снято. В качестве подвижного состава использовались вагоны 81-760/761 «Ока».
| - Салон поезда |

### «Времена и эпохи»
Оформление состава — это приглашение пассажиров принять участие в одноимённом фестивале, проходящем в рамках цикла городских уличных мероприятий «Московские сезоны» в период с 1 по 12 июня. Запуск поезда состоялся 26 мая 2017 года на Замоскворецкой линии. В состав вошли восемь вагонов типа 81-717.5/714.5, каждый из которых имел собственное оформление. Их интерьер знакомил пассажиров с занимательными историческими фактами различных эпох. В оригинальном оформлении экстерьера поезда были задействованы персонажи, одетые в костюмы периода от античности до XX века. Как и планировалось, поезд курсировал в течение месяца, и в начале июля 2017 года оформление было снято.
| - Салон поезда |

### «Россия — моя история»

#### Первый состав
Оформление поезда было посвящено одноимённому историческому парку, который работает в павильоне № 57 на ВДНХ. Впервые поезд вышел на Серпуховско-Тимирязевскую линию 29 мая 2017 года. Интерактивная экспозиция с помощью инфографики рассказывала об отечественной истории от Рюриковичей до наших дней. В оформлении вагонов были использованы иллюстрации и высказывания известных деятелей политики, науки, культуры и искусства. Пассажиры могли познакомиться с изречениями императоров, писателей, поэтов и учёных. Снаружи и внутри вагонов тематического поезда были размещены портреты и цитаты писателей Ф. М. Достоевского и Л. Н. Толстого, поэтов А. С. Пушкина и М. А. Волошина, императоров Петра I и Екатерины II, учёного И. П. Павлова и других российских и европейских мыслителей. В марте 2018 года оформление поезда было снято. В качестве подвижного состава использовались вагоны 81-760/761 «Ока».
| - Салон поезда - Портреты и цитаты на стене вагона - Изображение на створках дверей |

#### Второй состав
В октябре 2017 года на Калужско-Рижской линии был запущен второй поезд, оформление которого посвящено историческому парку «Россия — моя история» на ВДНХ. Снаружи поезда, также как и на первом составе, были нанесены изображения знаменитых политических деятелей. Внутреннее оформление вагонов знакомило пассажиров с отечественной историей, однако в отличие от первого состава, в салонах были размещены не портреты и цитаты известных мыслителей, а представлена информация об истории, обычаях и традициях русского народа. В середине 2018 года оформление поезда было снято. В качестве подвижного состава использовались вагоны 81-717.5/714.5.

### «Дальневосточный экспресс» (первый состав)
Запуск поезда состоялся 11 декабря 2017 года на Таганско-Краснопресненской линии и был приурочен к Дням Дальнего Востока в Москве, которые проходили с 8 по 16 декабря. Каждый из восьми вагонов поезда был посвящён одному из дальневосточных регионов и получил соответствующую надпись снаружи по бокам: Приморье, Сахалин, Еврейская автономная область + Хабаровский край, Приамурье, Якутия, Колыма (Магаданская область), Чукотка и Камчатка. Оформление бортов снаружи вагонов выполнено в виде фотографий животных, природных и городских пейзажей и транспортных средств на индивидуальном для каждого вагона цветном фоне, а спереди на синем фоне нанесена надпись «Дальний восток». Интерьер поезда также был оклеен цветной плёнкой с фотографиями аналогичной тематики и текстовой информацией о национальных, гастрономических и туристических традициях и особенностях регионов. Как и планировалось, поезд курсировал в течение двух месяцев, и в начале марта 2018 года оформление было снято. В качестве подвижного состава использовались вагоны 81-760/761 «Ока».
| - Оформление вагона «Якутия» - Оформление вагона «Колыма» |

### «Малый театр»
Запуск поезда состоялся 30 марта 2018 года на Замоскворецкой линии. Снаружи борта поезда были оклеены цветной плёнкой с использованием жёлтого и красного цветов, на которой были изображены узоры с изображением фасада здания театра и стилизованное изображение А. Н. Островского по краям вагонов. В салоне поезда были размещены реплики героев классических произведений и фотографии сцен из спектаклей по пьесам русских писателей. Пассажиры могли проникнуться атмосферой Малого театра, посмотреть фотографии известных спектаклей и прочесть цитаты из произведений русских классиков. Один из вагонов поезда был посвящён работе театра в годы Великой Отечественной войны. Пассажиры могли узнать о фронтовых бригадах и спектаклях на военные темы, а также об эскадрилье самолётов «Малый театр — фронту». Голосовые объявления станций в поезде озвучивались артистами Еленой Харитоновой и Александром Клюквиным. Как и планировалось, поезд курсировал в течение полугода, и в середине октября 2018 года оформление было снято, после чего поезд получил новое театральное оформление, на этот раз в честь МХТ имени Чехова. В качестве подвижного состава использовались вагоны 81-717.5/714.5.
| - Салон поезда |

### «ЦСКА»
Запуск поезда состоялся 30 июля 2018 года на Замоскворецкой линии и был приурочен к 95-летию спортивного клуба. Вагоны тематического поезда рассказывали пассажирам об истории спортивного клуба ЦСКА и развитии советского и российского спорта высших достижений, о профессиональных клубах — баскетбольном, хоккейном и футбольном, а также о всероссийском военно-патриотическом общественном движении Юнармия, которое зарождалось в ЦСКА. В салонах вагонов были представлены иллюстрации лучших моментов спортивных состязаний и побед знаменитых армейских спортсменов. В ноябре 2018 года оформление поезда было снято. В качестве подвижного состава использовались вагоны 81-717.5/714.5.
| - Поезд на станции «Маяковская» - Салон поезда |

### «Город образования»
Запуск поезда состоялся 27 августа 2018 года на Калужско-Рижской линии и был приурочен к открытию одноимённого международного форума. Внутреннее оформление вагонов было посвящено предпрофессиональному, профессиональному и дополнительному образованию, проекту «Московская электронная школа», международным достижениям столичных учеников. Осенью 2018 года оформление поезда было снято. В качестве подвижного состава использовались вагоны 81-717.5/714.5.
| - Поезд на парковых путях |

### «МХТ имени Чехова»
Поезд был посвящён 120-летию Московского художественного театра имени А. П. Чехова. Оформление в честь данного театра стало уже вторым по счёту для того же самого поезда, который ранее был оформлен в честь Малого театра. Запуск поезда состоялся в ночь со 2 на 3 ноября 2018 года на станции «Театральная» Замоскворецкой линии. Снаружи поезд был оклеен цветной плёнкой с использованием коричневого и зеленовато-серого цветов, на которой были изображены русские классические писатели и узоры в виде шехтелевского орнамента на занавесе театра. Внутри вагонов была размещена информация о театре и его истории, представлены фотографии театральных постановок, знаменательных событий в истории театра и людей, которые повлияли на его создание и становление. Голосовые объявления станций в поезде озвучивались артистами театра, которые также зачитывали отрывки из спектаклей, поставленных в разные годы. Как и планировалось, поезд курсировал в течение полугода, и в начале мая 2019 года оформление было снято. В качестве подвижного состава использовались вагоны 81-717.5/714.5.
| - Оформление бортов вагонов |

### «Спасибо, донор!»
Запуск поезда состоялся 9 июля 2019 года на Таганско-Краснопресненской линии. В вагонах тематического состава пассажиры могли познакомиться с интересными фактами и полезной информацией о донорстве крови, донорских движениях, прочитать благодарности пациентов, которым помогла донорская кровь, узнать об учреждениях Службы крови Москвы. Как и планировалось, поезд курсировал до конца декабря 2019 года, после чего оформление было снято. В качестве подвижного состава использовались вагоны Еж3/Ем-508Т.
| - Оформление борта вагона |

### «БКЛ — сердце Московского метро»
Поезд был тематически оформлен в сентябре 2022 года к предстоящему полному открытию Большой кольцевой линии (БКЛ), однако до марта 2023 года простаивал в депо ТЧ-7 «Замоскворецкое». В качестве подвижного состава использовались вагоны 81-775/776/777 «Москва 2020» со сквозным проходом, и поезд стал первым именным поездом этой модели, как и первым именным поездом на БКЛ. Обрамления кабины и боковых стен сверху и снизу вместо красного получили бирюзовый цвет, а боковые стены — тёмно-синий и были украшены артами «Два сердца столицы» в виде бирюзовых и красных контуров в форме сердца, разноцветными линиями метро и стилизованными зданиями, а также большими буквами БКЛ во всю высоту стенок (такие же буквы были нанесены на всех остальных поездах БКЛ). Внутри над окнами вдоль пассажирских сидений были размещены цветные постеры с названиями станций БКЛ, а между окнами и дверными проёмами расклеена информация об оформлении и строительстве станций с их фотографиями; на стенках кабин машиниста головных вагонов в салоне также разместили арт «Два сердца столицы» на чёрном фоне. 1 марта 2023 года поезд принял участие в торжественной церемонии запуска кругового движения по всей Большой Кольцевой линии и начал эксплуатироваться на всей линии. В мае 2023 года поезд был замыкающим в параде поездов, проводившемся на БКЛ. После 18 сентября 2023 года оформление с поезда было снято, и он был передан на Калужско-Рижскую линию.

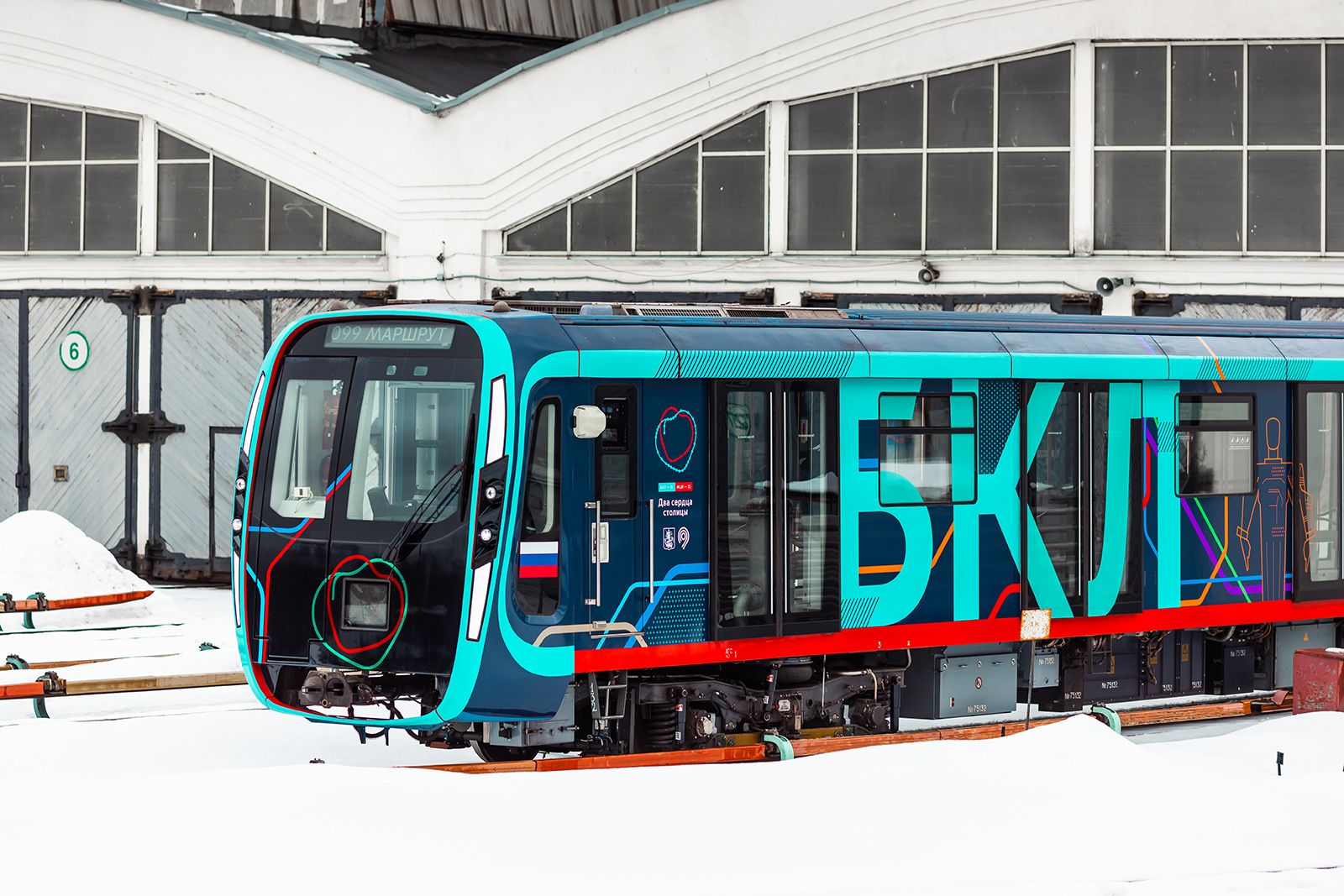
Головной вагон поезда на выезде из депо
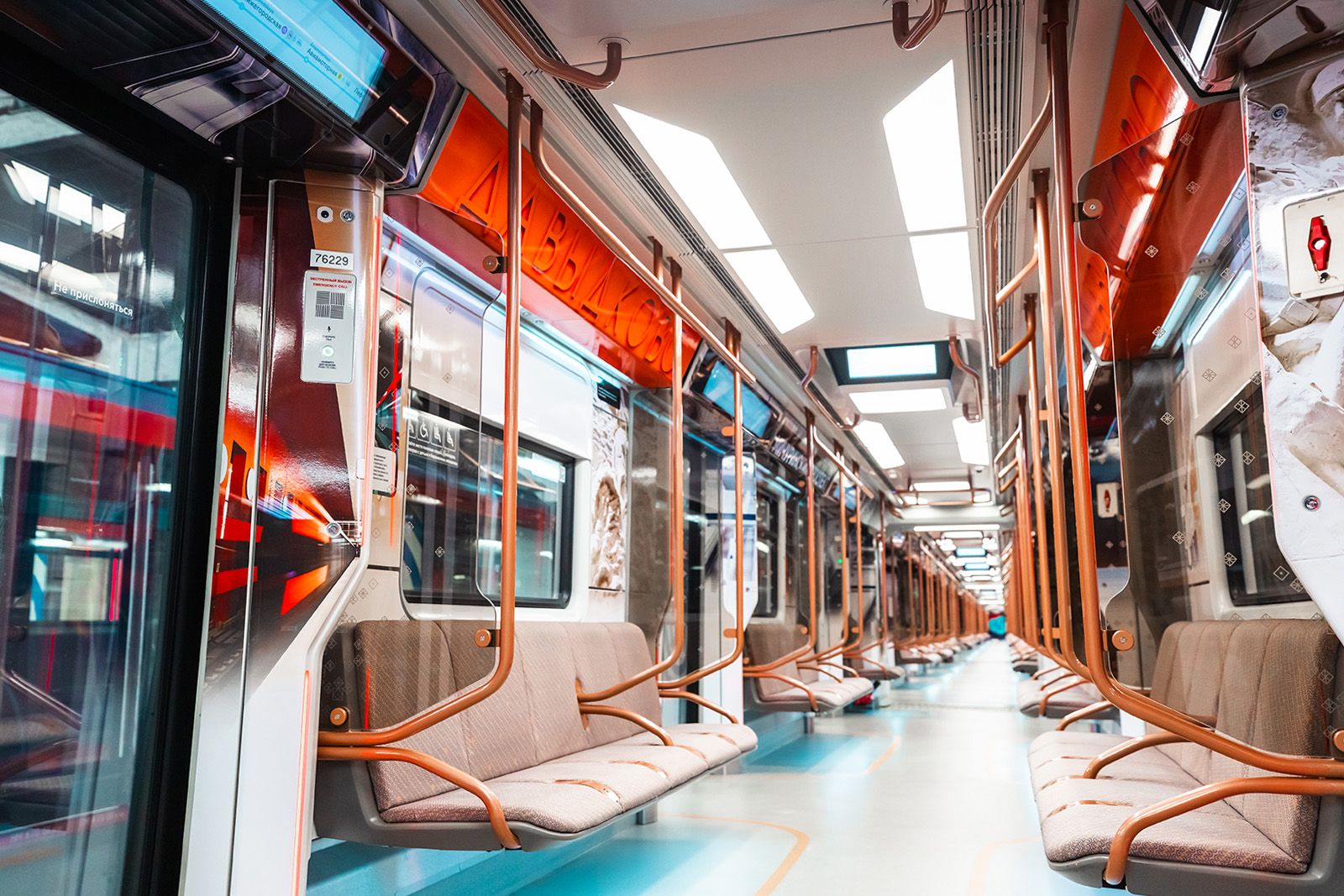
Интерьер поезда
- Видеообзор поезда и поездка по участку «Каховская»—«Варшавская» БКЛ

### «Твой город — твоё дело»
Вышел на Серпуховско-Тимирязевскую линию 4 сентября 2023 года, заявленная продолжительность эксплуатации — 6 месяцев. Поезд посвящён успешным проектам Правительства Москвы за предыдущие 10 лет (2013—2023). Внешняя раскраска вагонов выполнена в розовой гамме, преобладающий цвет — фуксин. Весной 2024 года оформление поезда было снято.

### «Вязаный поезд»
Поезд был оформлен как новогодний 19 декабря 2023 года и запущен на Кольцевой линии в 20-х числах декабря 2023 года на несколько дней ранее других стандартных новогодних поездов. В качестве подвижного состава используются вагоны 81-775/776/777 «Москва 2020» со сквозным проходом. Основная тема оформления стала красной, как и у стандартного новогоднего поезда «Москва 2020» 2022 года, но снаружи на красной плёнке наклеили объёмные фигуры в форме стрелочек, напоминающие вязаный шерстяной свитер. Стёкла дверей и окон снаружи окаймлены аналогичным зелёным узором, а на сам поезд также нанесены белые снежинки, полукруглые узоры и надписи 2024, а также все стёкла салона были оклеены снежинками. Внутри стены поезда также были оклеены красной плёнкой в виде красного свитера, а потолок — зелёной со снежинками. Ранее поезд эксплуатировался в новогодний сезон 2022/2023 годов как «Сверкающий поезд» и также выделялся среди других новогодних поездов этой модели, но при этом не имел какого либо оформления внутри салона. После 2 марта 2024 года оформление с поезда было снято.

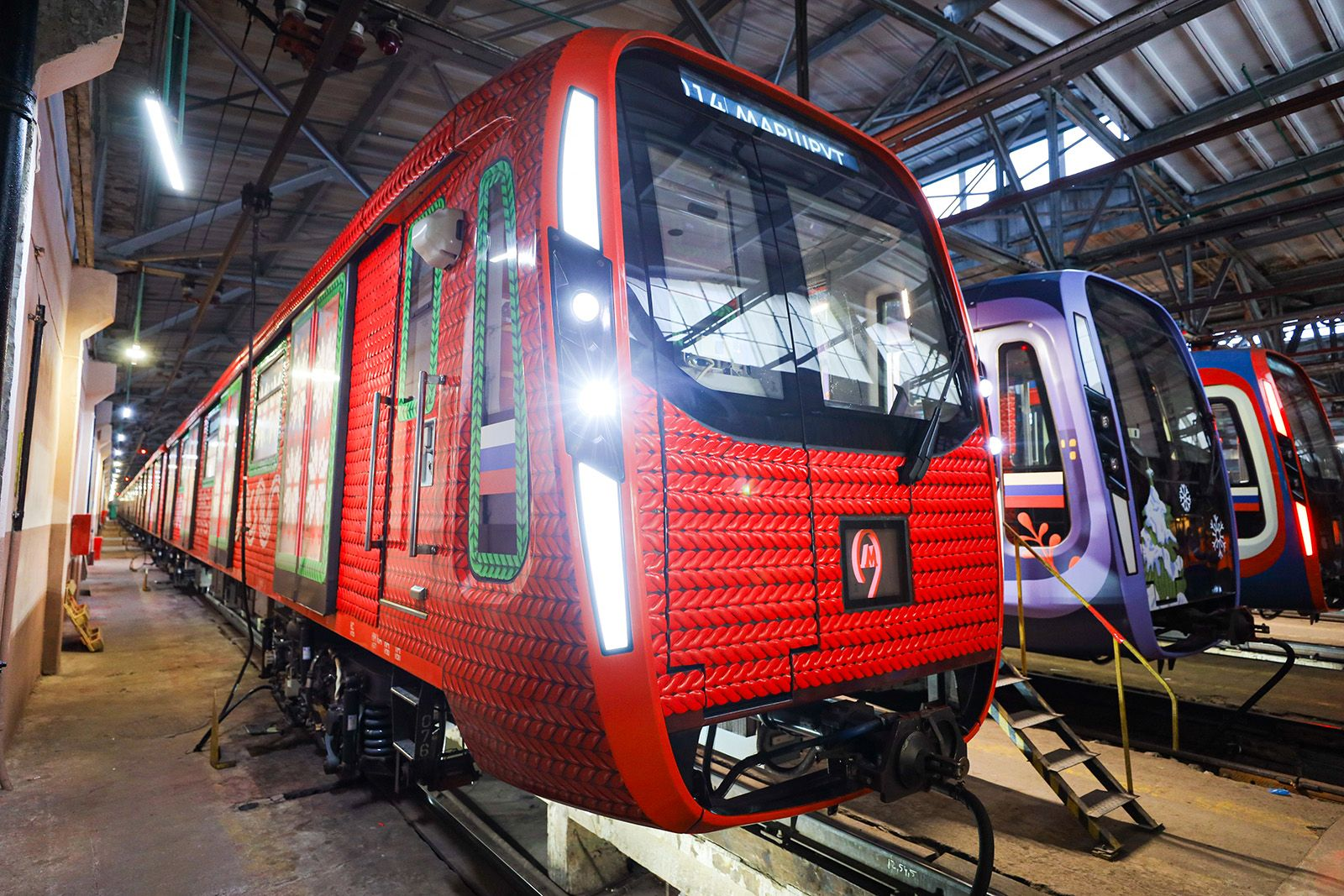
Поезд в депо «Красная Пресня»
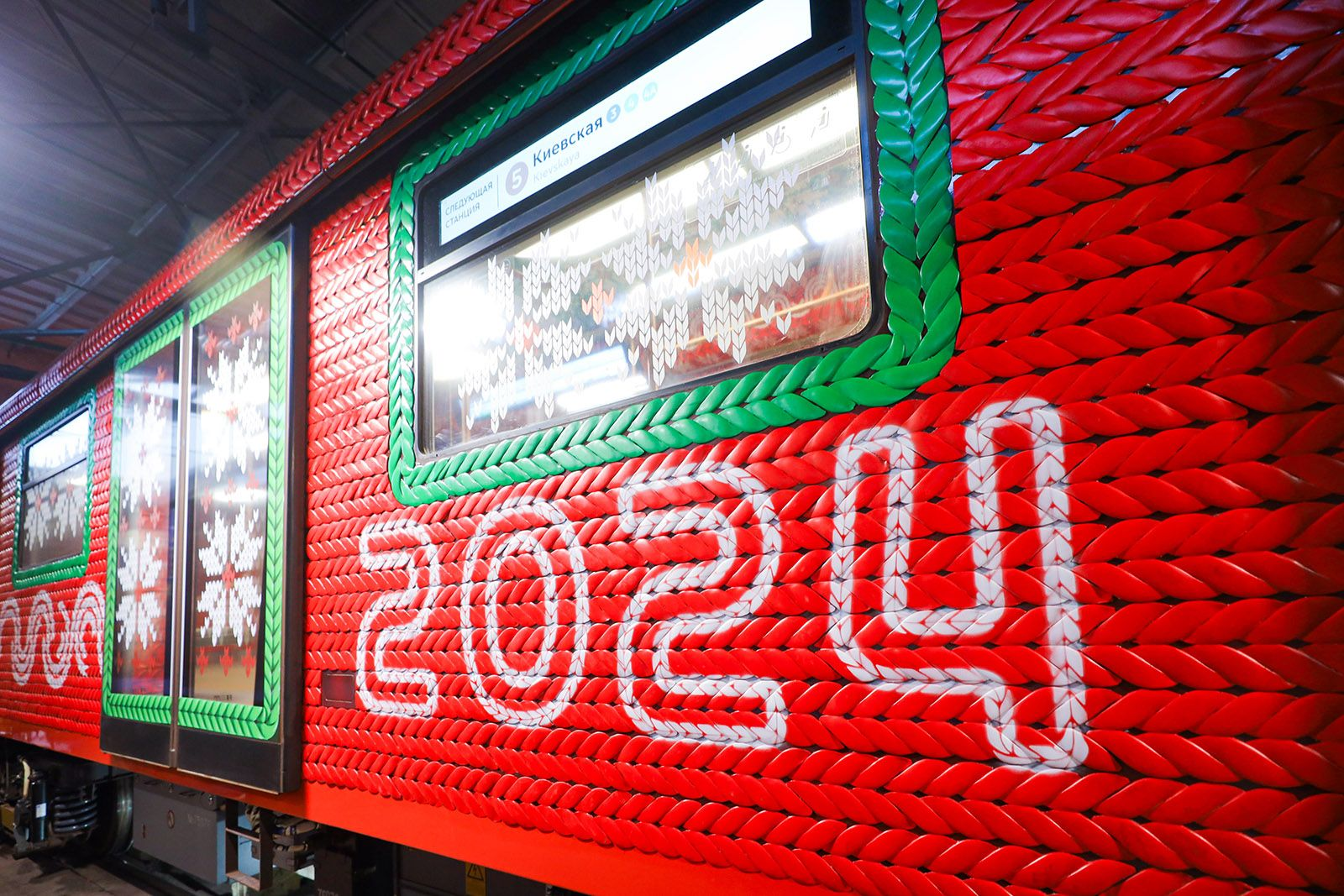
Оформление бортов вагона
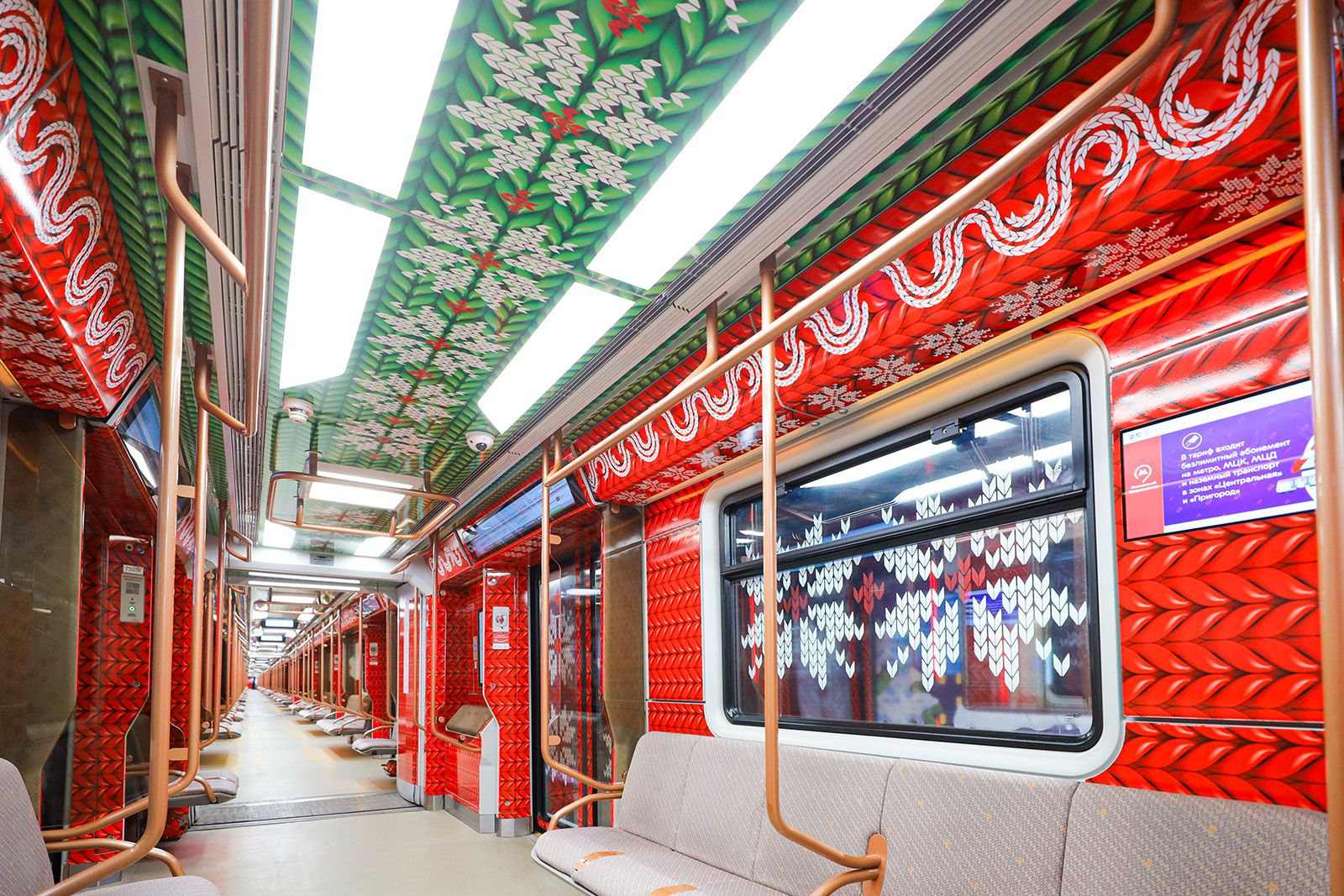
Интерьер поезда

### Выборы президента РФ
Тематический поезд запущен 26 февраля 2024 года на Сокольнической линии по инициативе Московской городской избирательной комиссии в честь выборов президента РФ. Поезд был оклеен белой плёнкой, входные двери снаружи и интерьер оформили в цветах российского триколора. На плёнке снаружи и внутри поезда нанесены слоганы президентских выборов «Вместе мы сила — голосуем за Россию» и логотип в виде латинской буквы V в цветах российского флага с вертикальными полосами, призыв «Голосуй онлайн» и логотип Московской городской избирательной комиссии. Внутри также размещены различные информационные надписи и QR-код, ведущий на сайт mos.ru, где размещена информация о ходе голосования на выборах президента в Москве. В марте 2024 года оформление с поезда было снято, а состав был возвращён на Арбатско-Покровскую линию. В качестве подвижного состава использовались вагоны 81-740.1/741.1 «Русич».

### «Акварель»
Поезд-галерея с репродукциями картин, созданный по инициативе Сергея Андрияки. Первый именной поезд, вагоны которого имеют конструктивные отличия от стандартных. Запущен 1 июня 2007 года, в День защиты детей, на Арбатско-Покровской линии. Первая подборка картин была посвящена творчеству художника-инициатора и учеников его школы.
Все пять вагонов состава снаружи оклеены цветной плёнкой с изображениями цветов, фруктов, рек, деревьев. По сравнению с обычными вагонами типа 81-740.1/741.1 «Русич», отсутствуют окна и сиденья с одной из сторон, на их месте расположены картины, над которыми добавлено освещение. Каждый вагон имеет свою цветовую гамму — уникальны как оклейка с внешней стороны, так и цвет пола, стен и сидений в вагоне. В январе 2013 года плёнка, которой был оклеен поезд снаружи, заменена на новую — с немного другой расцветкой.
Первоначально предполагалось использование поезда только во внепиковые часы и по укороченному маршруту, однако состав стал эксплуатироваться и в утренние часы пик на полной длине линии. В начале эксплуатации поезд ходил по собственному расписанию, однако вскоре он начал работать наравне с обычными составами.
В августе 2025 года оформление «Акварели» было на полгода убрано и заклеенно.

#### Экспозиция
| Дата открытия         | Экспозиция                                                                           |
| --------------------- | ------------------------------------------------------------------------------------ |
| 1 июня 2007 года      | Работы Сергея Андрияки и учеников его школы                                          |
| 13 мая 2009 года      | Работы из коллекции Русского музея                                                   |
| 12 мая 2010 года      | Репродукции картин из собрания ГМИИ им. А. С. Пушкина                                |
| 15 мая 2011 года      | Репродукции картин собрания Вятского художественного музея имени Васнецовых          |
| 11 мая 2012 года      | Собрание картин Третьяковской галереи                                                |
| 6 сентября 2012 года  | Репродукции экспонатов Музея-панорамы «Бородинская битва»                            |
| 14 мая 2013 года      | Репродукции картин Рязанского художественного музея имени Пожалостина                |
| 24 апреля 2014 года   | «Летописцы ратной славы» студии военных художников имени М. Б. Грекова               |
| 29 апреля 2015 года   | «Избранное из коллекции Московского музея современного искусства»                    |
| 27 октября 2015 года  | Экспозиция к 170-летию Русского географического общества                             |
| 30 мая 2016 года      | «Мастера Строгановской школы»                                                        |
| 27 сентября 2016 года | «Город в живописи» Музея Москвы                                                      |
| 27 марта 2017 года    | 50 работ Академии акварели и изящных искусств Сергея Андрияки                        |
| 30 августа 2019 года  | «Растения Красной книги Москвы»                                                      |
| 20 августа 2020 года  | «Сезон метро» выпускников Московского художественного института имени В. И. Сурикова |
| 30 декабря 2020 года  | Работы из коллекции Дарвиновского музея                                              |

| - «Акварель» в старом оформлении на станции «Кропоткинская» во время ночного концерта - Интерьер 1 (коричневого) вагона - Интерьер 2 (красного) вагона - Интерьер 3 (зелёного) вагона - Интерьер 4 (серого) вагона - Интерьер 5 (синего) вагона |

### «Состав будущего»
С августа 2025 года в поезд типа 81-740.1/741.1 «Русич», который ранее был посвящен тематике "Акварель" временно был превращен в тематический поезд "Состав будущего" и посвящен  30-летию компании «Сибур» , внутри расположилась экспозиция изделий из различных видов полимеров. В таком виде поезд пробудет ориентировочно, до февраля 2026 года.  

## Служебные

### «Синерги́я-1» и «Синерги́я-2»
Поезда «Синерги́я-1» и «Синерги́я-2» используются как передвижные диагностические комплексы и являются единственными именными поездами Московского метрополитена, предназначенными не для пассажирских перевозок, а для служебной эксплуатации. В качестве подвижного состава используются вагоны модели 81-717/714, окрашенные в жёлто-красную цветовую схему с оранжевыми полосами.
В составе поезда «Синерги́я-1» имеется 5 вагонов, одним из которых является уникальный диагностический вагон-лаборатория, переоборудованный в 2013 году из вагона 81-714 № 7638 компанией Твема по заказу Московского метрополитена и сочетающий в себе функции путеизмерителя, дефектоскопа и габаритного вагона (эксплуатируется как прицепной вагон). Остальные вагоны в составе поезда конструктивно не отличаются от обычных и служат для сопровождения вагона-лаборатории и равномерного нагружения рельсового полотна спереди и сзади него. Вагон лаборатория, а впоследствии и весь поезд, получил название «Синергия» за многофункциональность и возможность общего анализа всех собранных данных: синергия означает комбинированное объединённое воздействие факторов, которое существенно превосходит эффект каждого отдельно взятого компонента и их простой суммы.
С внешней стороны вагона-лаборатории установлены множество камер и датчиков, снимающих показания в процессе движения поезда. На торцах вагона над торцевыми дверями расположены лазерные сканеры (лидары), сканирующие профиль тоннеля и позволяющие получать трёхмерную визуальную модель обследуемого участка в режиме реального времени. По бокам и на крыше вагона установлены видеокамеры и лампы подсветки для контроля габаритов (по две с каждой стороны и две крыше), также в подвагонном пространстве с каждой стороны имеются по две камеры с белыми лампами подсветки для съёмки контактного рельса и камеры с красными лампами подсветки для съёмки путей. Вагон опирается на две двухосных бегунковых тележки специальной конструкции, на которых установлены температурные, ультразвуковые и лазерные датчики для контроля состояния ходовых и контактного рельс и измерения их геометрических параметров. Сбоку основной тележки находится дополнительная выдвижная одноосная тележка-путеизмеритель.
Салон вагона-лаборатории «Синерги́и-1» разделён на несколько секций. В центральной части салона находится ремонтная мастерская, по сторонам от неё — комнаты для контроля диагностического оборудования, путеизмерительного и дефектоскопического. Комнаты контроля оборудования оснащены офисной мебелью и компьютерами для работников службы пути, контролирующих работу комплекса и занимающихся обработкой данных. В вагоне установлено два серверных аппаратных комплекса, на которых осуществляется хранение и обработка данных. В торцевых частях вагона имеются небольшие тамбурные отсеки, отделённые от основного пространства салона перегородками, в которых расположены внешний блок кондиционера и щит с автоматами. Из четырёх раздвижных дверей для входа и выхода используются только вторые с правой стороны двери — они оснащены специальными ручками и открываются вручную; прочие дверные проёмы закрыты.
Поезд «Синерги́я-1» поступил в опытную эксплуатацию весной 2013 года в депо Красная Пресня Кольцевой линии, с лета он был введён в рабочую эксплуатацию. Первоначально жёлто-красную окраску имел только вагон-лаборатория, впоследствии был перекрашен весь поезд. Он осуществляет выезды на линии в дневное непиковое время, двигаясь в общем потоке поездов со средней скоростью 50 км/ч и проходя в среднем 70 км за выезд. На линиях поезд находится в среднем по 4 часа в день. За первые 11 месяцев эксплуатации бригада вагона-лаборатории провела более 1500 часов в лаборатории и обследовала 8200 км пути, обработав более 11137 терабайт данных и выявив 262 дефекта, что позволило оперативно провести необходимые ремонтные работы. Для первого состава имелись следующие вагоны сопровождения: головные — 9180 и 9266, промежуточные — 7371 и 7373, а также резервные («дополнительные») вагоны: головные 8461 и 9268, промежуточные 9570 и 9697. В апреле 2022 года поезд был переформирован из вагонов, переданных из электродепо «Печатники». Его новая составность: 10199—1352—7638—1027—10197 (жирным шрифтом выделен «основной» вагон, в котором ныне располагается всё оборудование, остальные являются обычными не переоборудованными).
В августе 2015 года в электродепо «Сокол» прибыл второй модернизированный диагностический поезд — «Синерги́я-2», имеющий аналогичную окраску. В составе имеется 5 вагонов, и, в отличие от первого поезда, в роли диагностических используются два вагона — головной 81-717.5 № 0291 и промежуточный 81-714.5М № 1058. На головном вагоне № 0291 часть камер и датчиков закреплена на подножках лобовой части вагона на уровне рамы. Передняя тележка головного вагона оснащена токоприёмником, на задней тележке токоприёмник отсутствует. Датчики и камеры на тележках поезда — бесконтактные. В начале сентября 2015 года два вагона электропоезда были выставлены на территории депо кольца ВНИИЖТ в Щербинке в рамках выставки «ЭКСПО-1520», проходящей со 2 по 5 сентября 2015 года. После проведения выставки состав был передан в депо «Красная Пресня». Как и поезд «Синерги́я-1», состав курсирует по всем линиям метрополитена в дневное время.

### «Олег Табаков»
Запуск поезда состоялся в ночь с 12 на 13 сентября 2019 года на станции «Сухаревская» Калужско-Рижской линии. В вагонах поезда представлена информация по ключевым моментам творческого пути Олега Табакова. Пассажиры могли подробнее узнать о семье артиста, спектакле «Матросская тишина», с которого началась большая жизнь театра, о театре «Табакерка», появившемся в подвале, о новой сцене на Малой Сухаревской площади, а также об Олеге Табакове как режиссёре и наставнике, об учреждённой им премии. В оформлении также использованы редкие архивные снимки и кадры из кинофильмов с участием актёра. В конце декабря 2023 года был передан в ТЧ-15 «Печатники» и используется для манёвров и перегонок. В качестве подвижного состава используются вагоны 81-717.5М/714.5М/714.5.
| - Изображение Олега Табакова на внешней стороне вагона - Оформление борта вагона |